# Métiers du Moyen Âge
 (février 2016).
Si vous disposez d'ouvrages ou d'articles de référence ou si vous connaissez des sites web de qualité traitant du thème abordé ici, merci de compléter l'article en donnant les références utiles à sa vérifiabilité et en les liant à la section « Notes et références ».

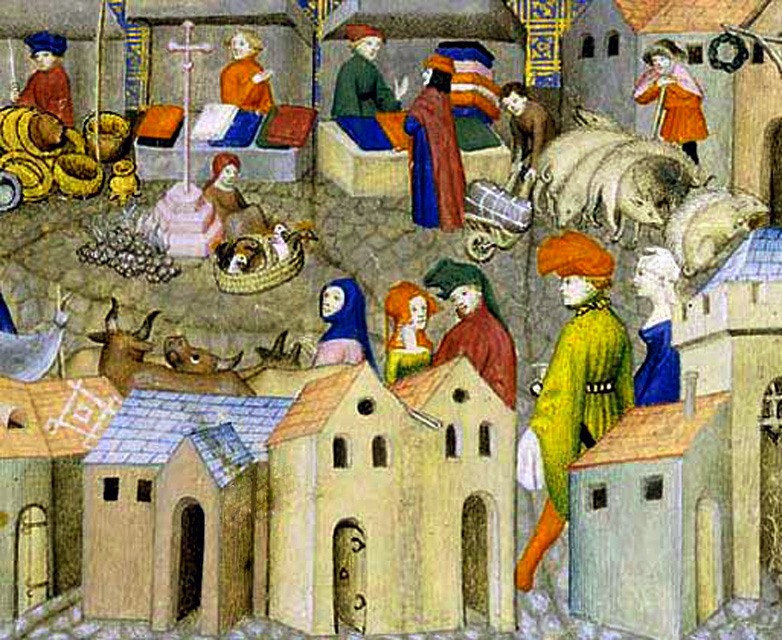
Scène de foire, miniature extraite d'un manuscrit du Chevalier errant de Thomas III de Saluces, atelier du Maître de la Cité des dames.

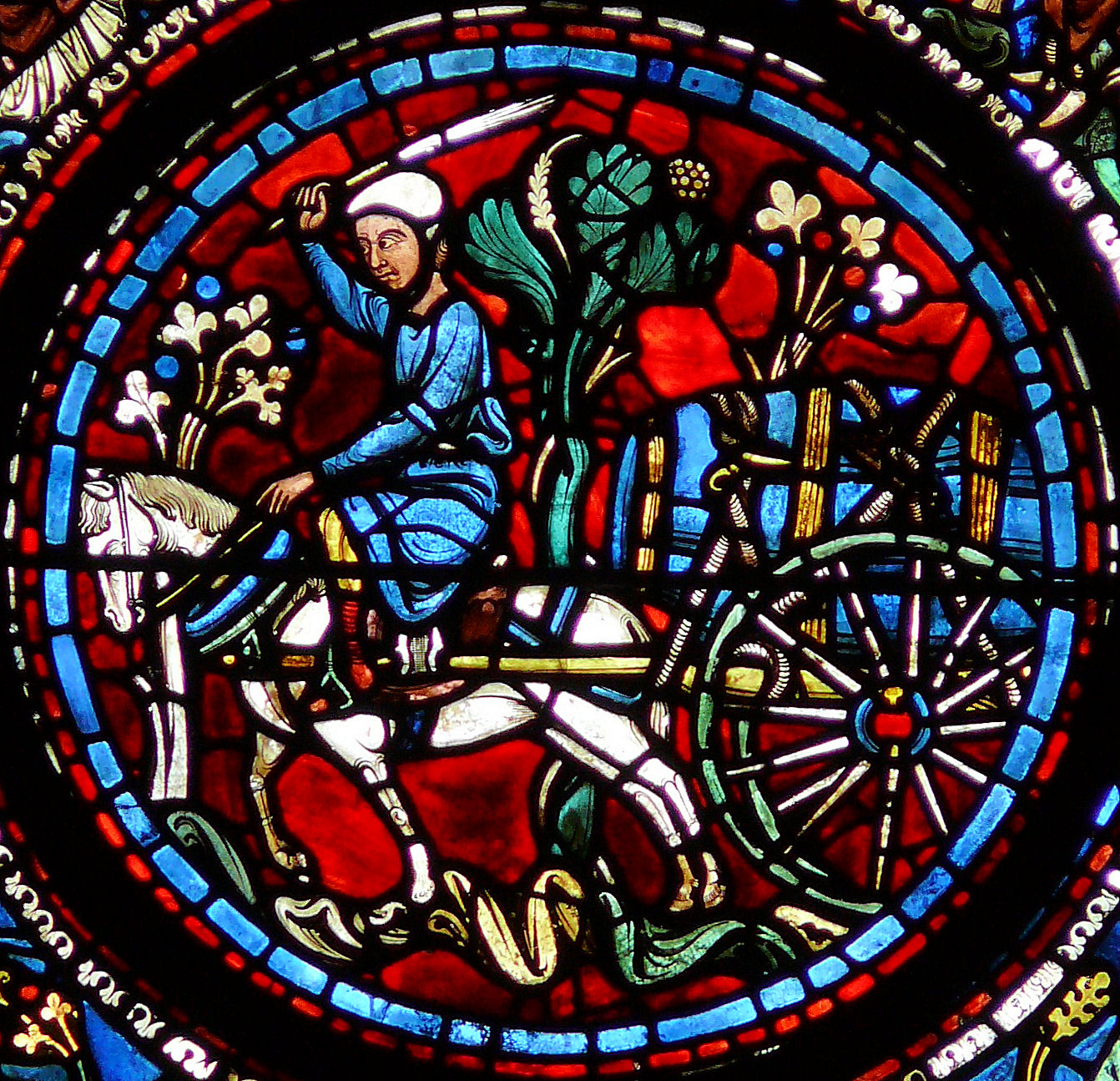
Cathédrale Notre-Dame de Chartres, vitrail du bas-côté Sud : transport d'un tonneau.

Les métiers du Moyen Âge nous sont connus par quelques textes, dont le Livre des métiers de 1268 d'Étienne Boileau, prévôt de Paris, commandé par Louis IX afin d'établir (stabilire) les métiers, ainsi que des ordonnances royales.
Au Moyen Âge, le mot métier (du latin ministerium "fonction de serviteur, service, fonction") est plus ou moins un synonyme de corporation. Chaque métier a un saint patron propre, ce qui en fait, outre une organisation économique, une organisation sociale et religieuse. En effet, les membres d'une corporation s'entraident en cas de difficultés, et, ayant le même saint patron, bénéficient d'une proximité spirituelle privilégiée. Les corporations se composent de maîtres, compagnons, valets et apprentis.
À Paris, en 1292, 130 métiers sont répertoriés et organisés.[réf. nécessaire]
À partir du bas Moyen Âge, sont nommées vils métiers diverses professions, bien que nécessaires à la société, étant considérées comme moralement dégradantes. Par exemple, celles liées au corps ou à la mort. Les personnes qui les exercent, ainsi que leurs proches et leurs descendants, font ainsi l'objet de discriminations statutaires, sociales et économiques, tel qu'une mise à l'écart vers un quartier distinct ou l'impossibilité de fonder une famille en dehors de son milieu. Citons le bourreau, l'équarisseur, le chirurgien, le fossoyeur, etc.. 

## Liste détaillée des métiers médiévaux
On parle parfois de professions, mais ce terme fait débat. En effet, on n'est pas assigné à un métier définitivement, et les catégories sont assez fluides. C'est pourquoi certains historiens, comme Alessandro Stella et Philippe Braunstein lui préfèrent le terme d'occupation. Dans une conférence sur les enchères des fermes fiscales à Albi (1418-1437) du 2 décembre 2024, le médiéviste Xavier Nadrigny (d) , lui, utilise le terme de profession, mais rappelle les précautions qu'il faut prendre avec ce mot. 

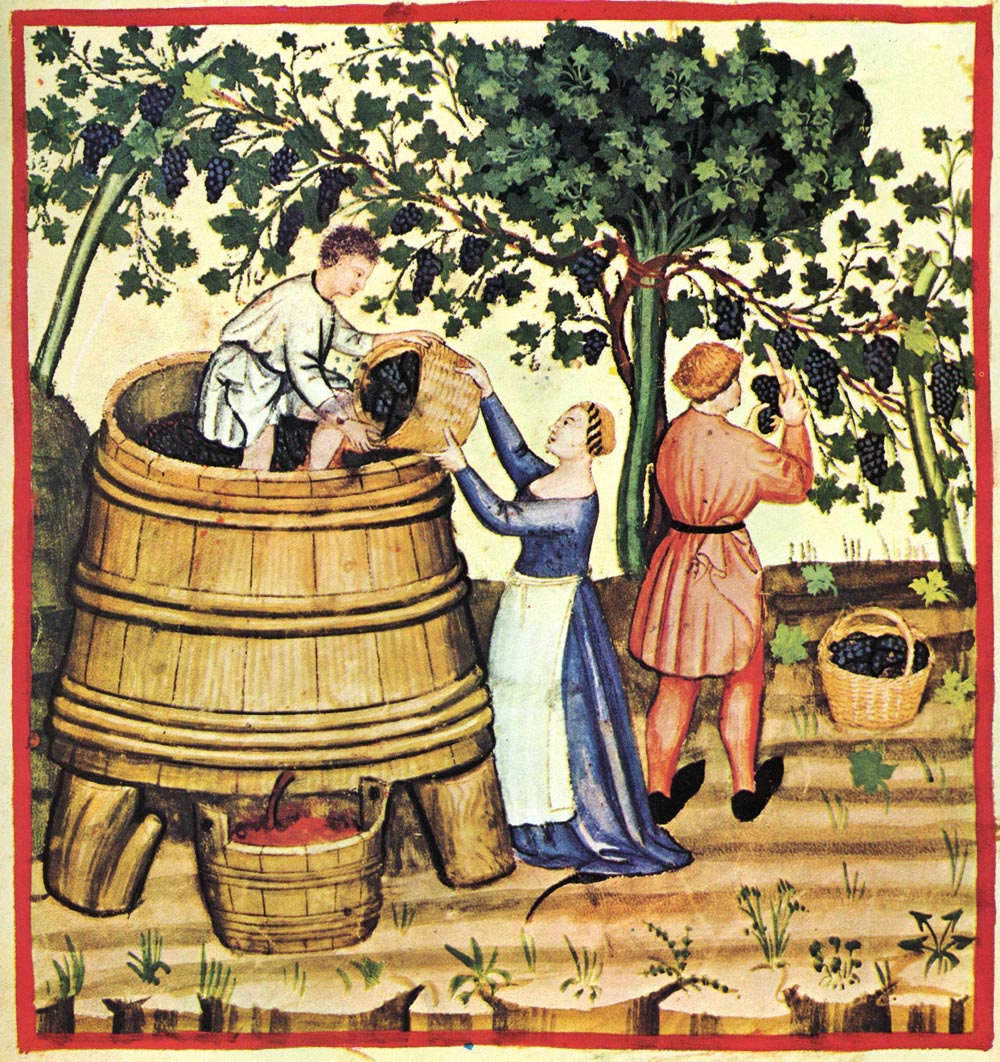
Enluminure dans le Taccuinum Sanitatis, XIVe siècle.

### Le vigneron

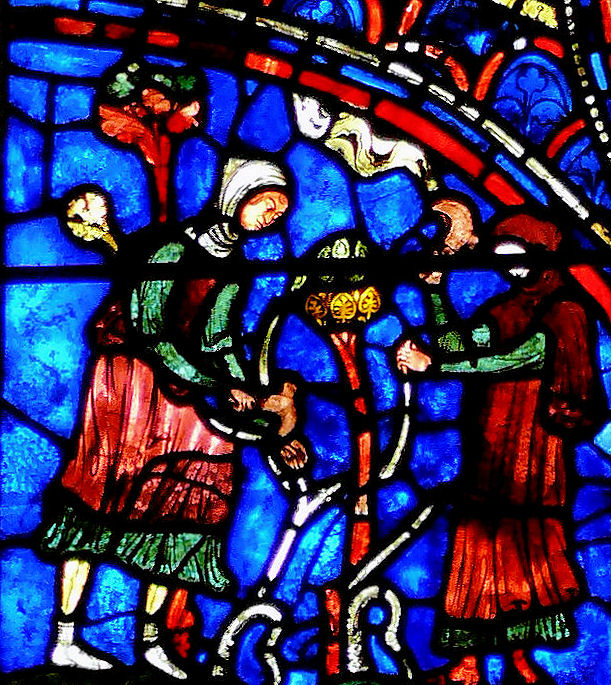
Cathédrale de Chartres, vitrail de la Vierge : deux vignerons taillent les vignes.

Les vignes sont très présentes au Moyen Âge, et ce sur l'intégralité de la Gaule/France. En effet, le vin est nécessaire pour l'eucharistie, et chaque paysan a une rangée de vignes pour sa consommation personnelle, bien qu'au Nord, le vin soit assez mauvais, ne disposant pas des conditions climatiques nécessaires. Au Sud, le vin est plus sucré et donc plus alcoolisé, grâce au soleil et à la chaleur.
Le vigneron transforme le raisin en vin. Le saint patron des vignerons est Saint Vincent, pour des raisons phonétiques.

### Le meunier

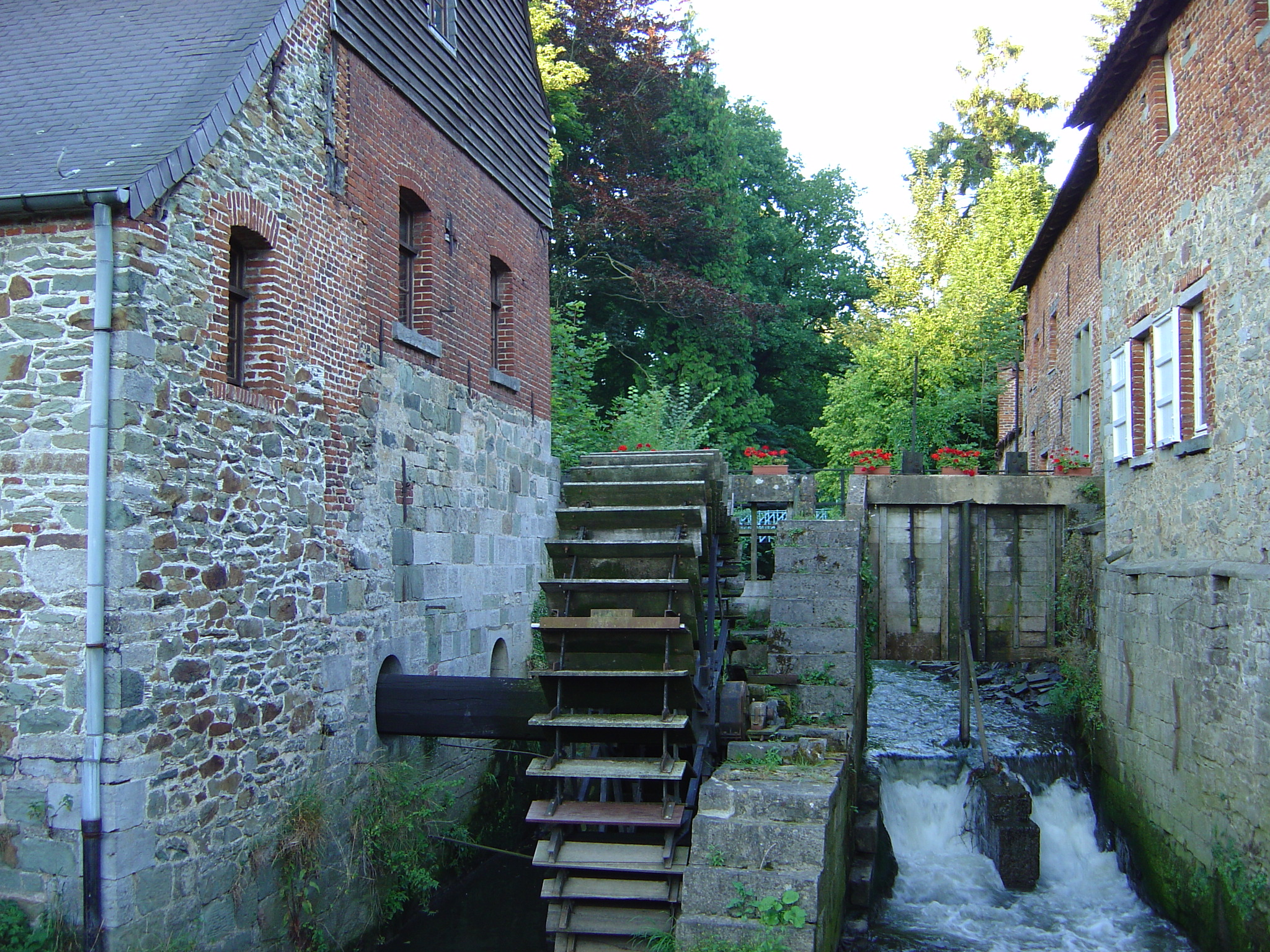
Moulin à eau de Braine-le-Château, datant du XIIe siècle.

Le meunier moud le blé à l’aide de moulins. Au Moyen Âge, les moulins sont très majoritairement à eau, les moulins à vent n'apparaissent qu'au XIIIe siècle (on trouve en 1270 une enluminure de moulin à vent à Paris). Les moulins bladiers produisent
de la farine. Le mouvement circulaire de la roue est transmis par un essieu jusqu'à une lanterne qui transforme le mouvement horizontal en mouvement vertical. Cela fait tourner la meule supérieure, qui écrase sur la meule inférieure les grains. On trouve beaucoup de variantes de moulins (flottants, sur pilotis, suspendu, etc.)
Parce qu’il produit la farine, le meunier était un personnage essentiel, le pain étant la principale alimentation du Moyen Âge.
C'est une profession sujette à suspicions de détournement de farine, surtout quand le meunier est payé en nature. C'est pourquoi, au XIVe siècle, il est payé en argent. On pèse désormais le poids avec des balances, et il existe des offices de mesureurs de grain.
Jean (1514-1573), membre de la famille Baudouin, gère pendant sa carrière 9 moulins, à eau & à vent, à Paris et à Charenton. Il acquiert ensuite le moulin Saint-Magloire.
Le Livre des Métiers d'Etienne Boileau sanctionne les meuniers qui ne veulent pas moudre pour les particulier, et les autorise à travailler jour et nuit sauf le dimanche
À partir du XIVe siècle, en 1415 à Paris, le métier de boulanger est interdit au meunier pour éviter qu'il prenne trop d’importance.
Le meunier fait preuve d'un très grand savoir technique, afin de pouvoir entretenir son moulin, qui est une technologie complexe. Grâce à leur savoir, certains meuniers se font aussi charpentiers après la Guerre de Cent ans.

### Métiers alimentaires

#### Le boulanger

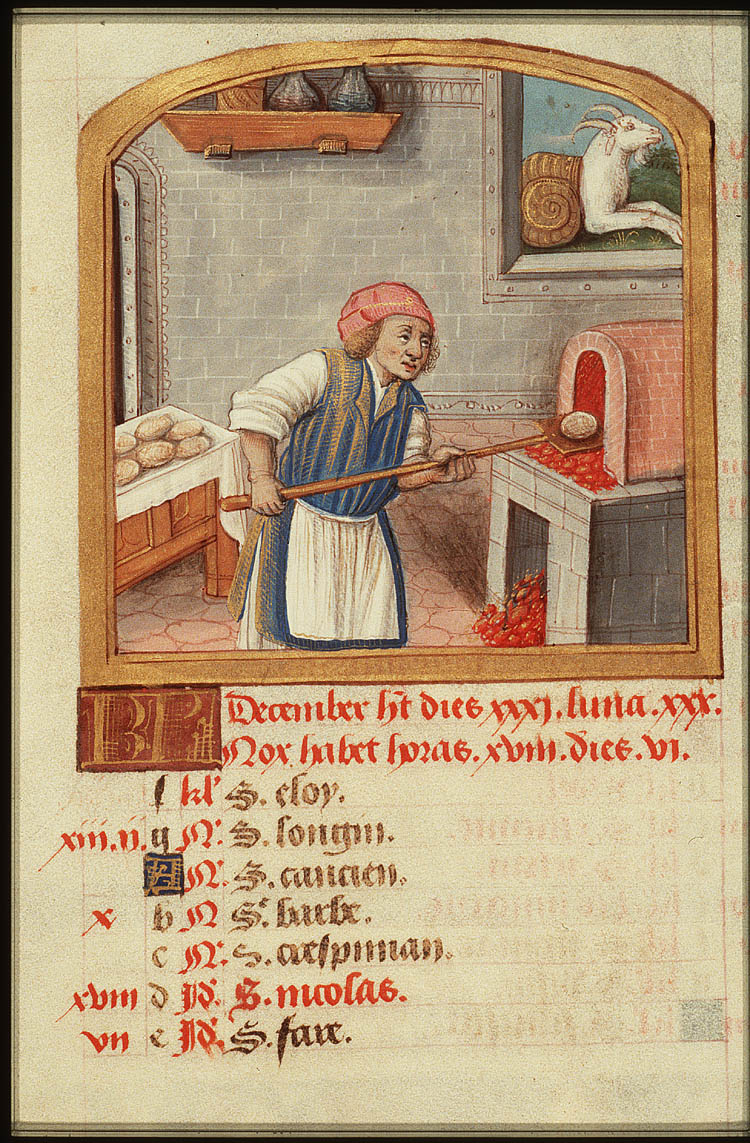
Calendrier d'un livre d'heures : le mois de décembre, boulanger enfournant son pain, vers 1490-1500.

Un boulanger fabrique le pain. Le pain est la base de l'alimentation et chacun en consomme à peu près un kilogramme par jour. Un pain fait environ deux livres, soit 800 grammes.

À partir du Xe siècle, les boulangers devaient cuire leur pain au « four banal », c'est-à-dire le four mis à disposition par le seigneur contre une redevance. À la fin du XIIe siècle, ils ont l’autorisation de construire leur propre four.

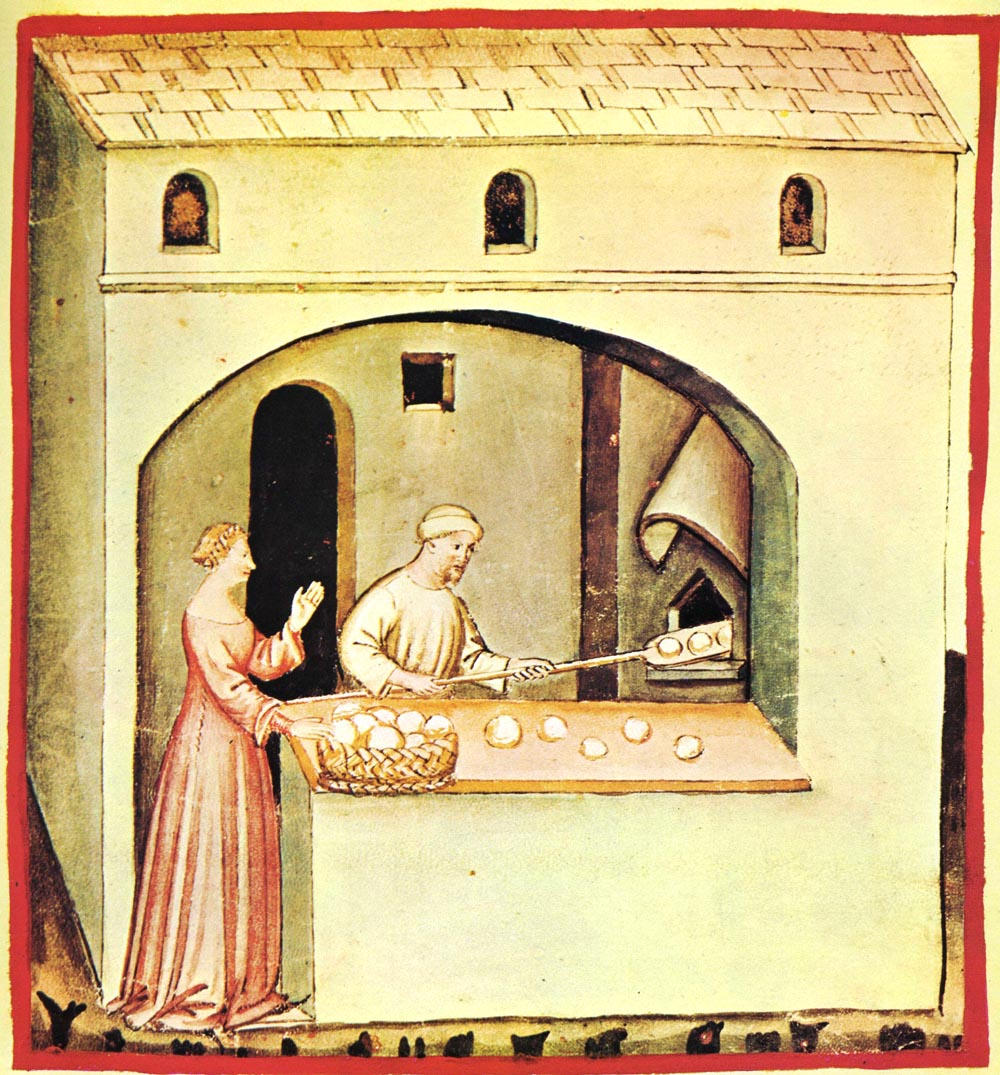
Boulangerie, Tacuinum sanitatis, XIVe siècle.
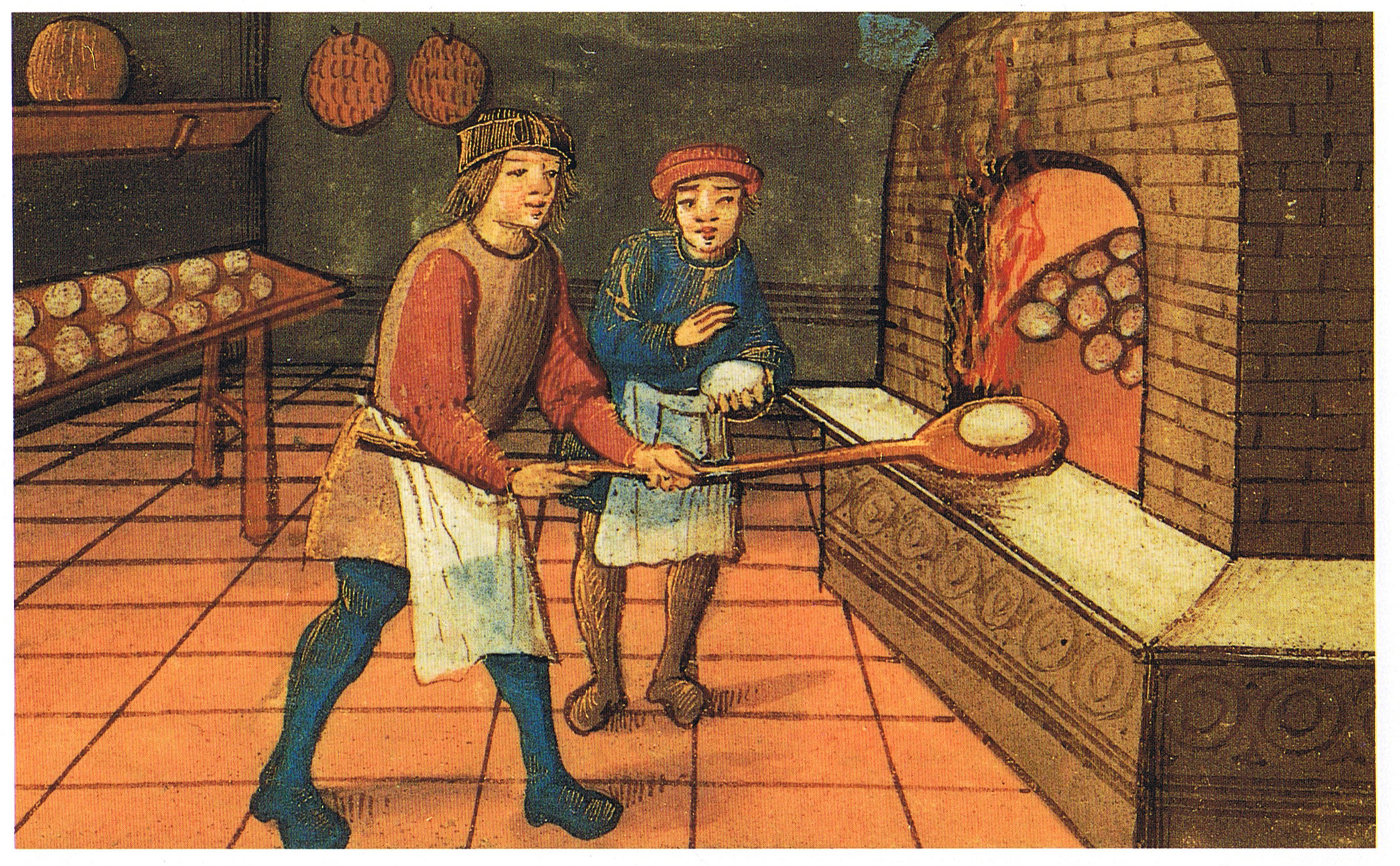
Un boulanger avec son mitron ; les miches rondes de l'illustration étaient les plus courantes.
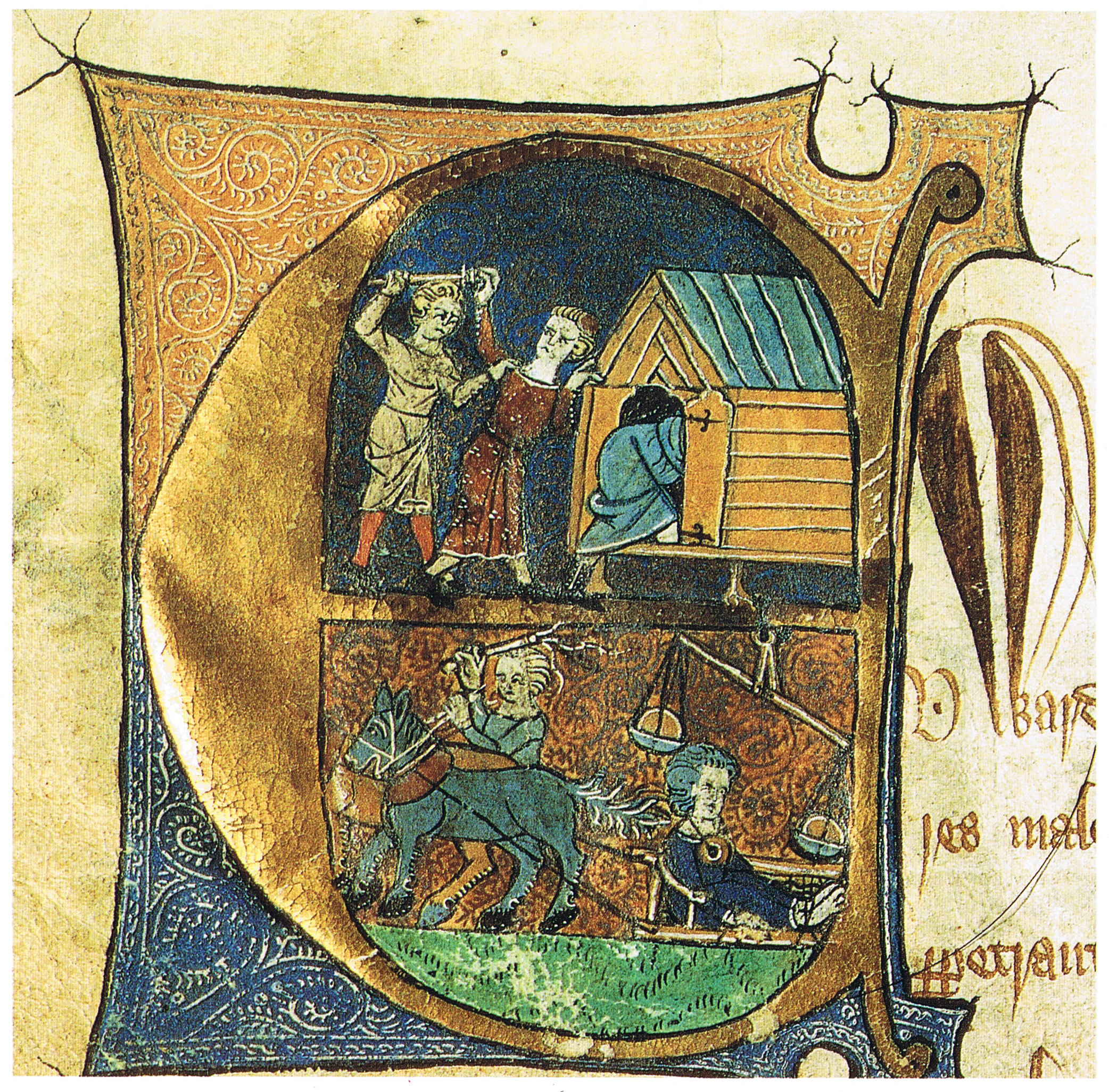
Un boulanger, pris en train de tromper un client, est attaché à un traîneau et tiré dans les rues avec son pain accroché autour du cou.

#### Le boucher
Les bouchers ont été parmi les premiers capitalistes du commerce. Ils appartenaient à une caste spéciale de la bourgeoisie, distincte selon certains, mais parmi les plus prospères avec les drapiers et les avocats. Certains d'entre eux possédaient d'immenses richesses sous forme de divers biens, comme le montrent les inventaires notariés. Le représentant le plus notable de cette bourgeoisie bouchère était Etienne Marcel, qui dirigeait un véritable conglomérat d'entreprises (viande, orfèvrerie, banque). Les bouchers investissaient considérablement dans l'achat puis la découpe des animaux pour la vente. En comparaison, les autres professionnels de l'alimentation étaient plus des artisans ou des petits commerçants.
Les bouchers n'ont obtenu leur première charte qu'en 1134, mais leur métier est l'un des plus anciens dans le domaine de l'alimentation. Ils formaient une société relativement fermée et étaient parfois craints en raison de leur nature belliqueuse, qui les poussait rapidement à la révolte. Leur rôle a été significatif dans l'histoire des conflits civils en France, notamment pendant la guerre de Cent Ans et les violents affrontements entre le parti du duc d'Orléans et celui du duc de Bourgogne.
Le boucher s'occupait de tuer les cochons, vaches et moutons des paysans et nobles. Soit il se faisait payer, soit il gardait une partie de la viande.

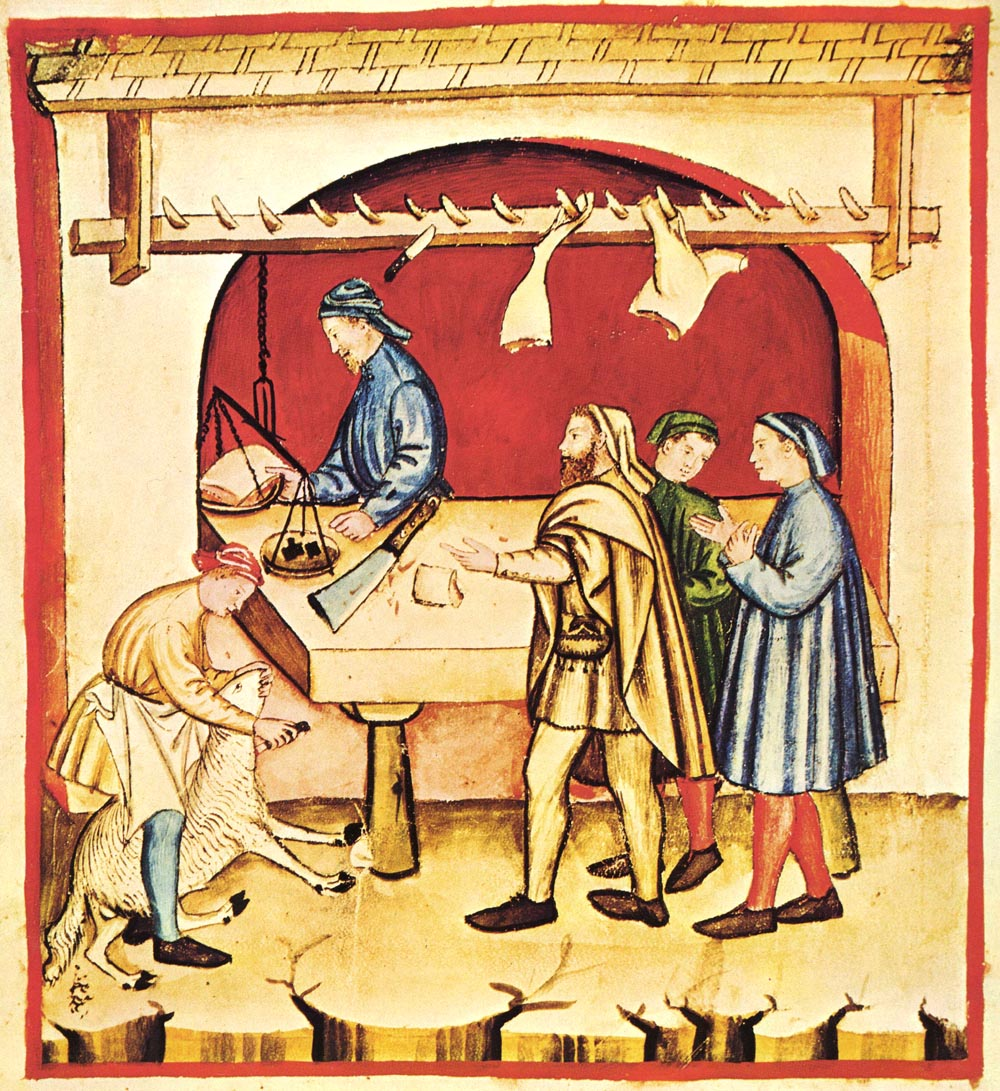
Boucher, Tacuinum sanitatis.
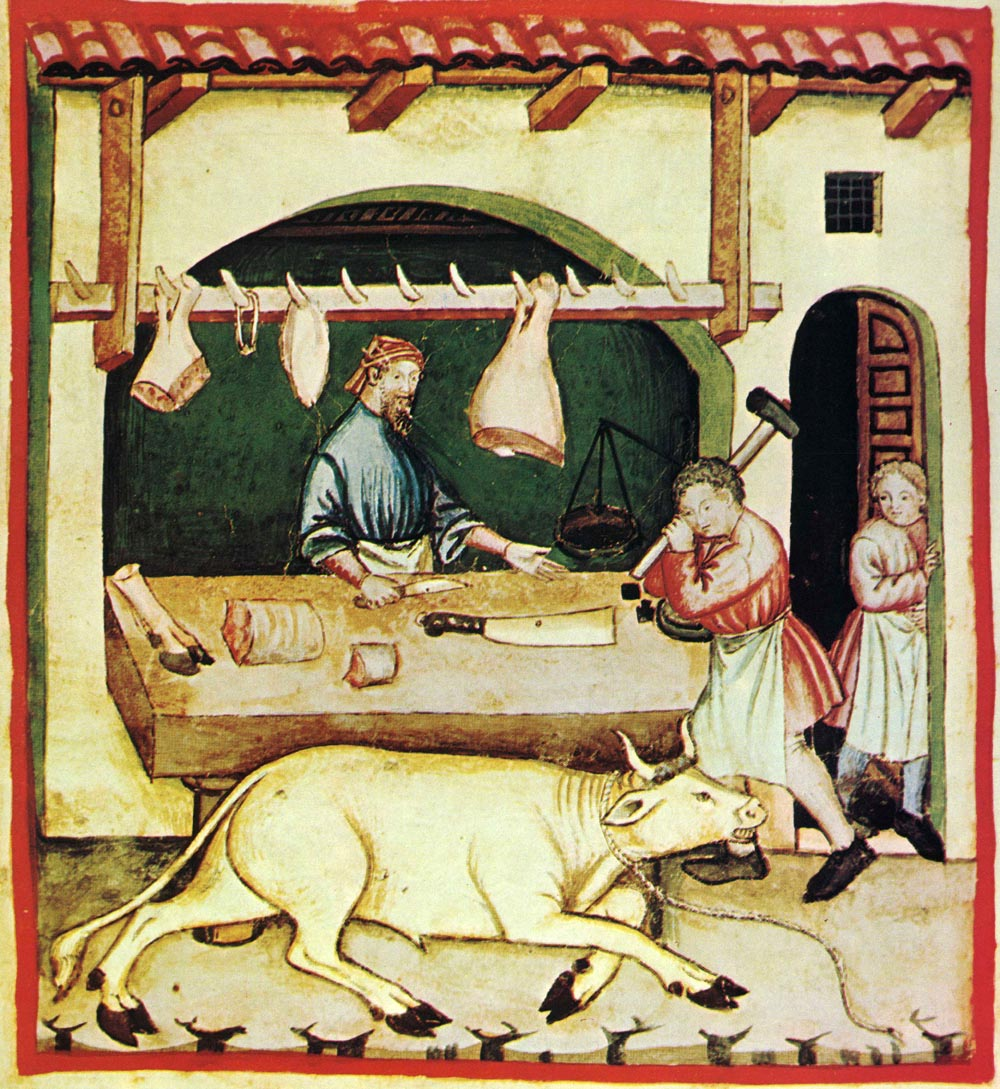
Boucher, Tacuinum sanitatis Casanatensis (XIVe siècle).
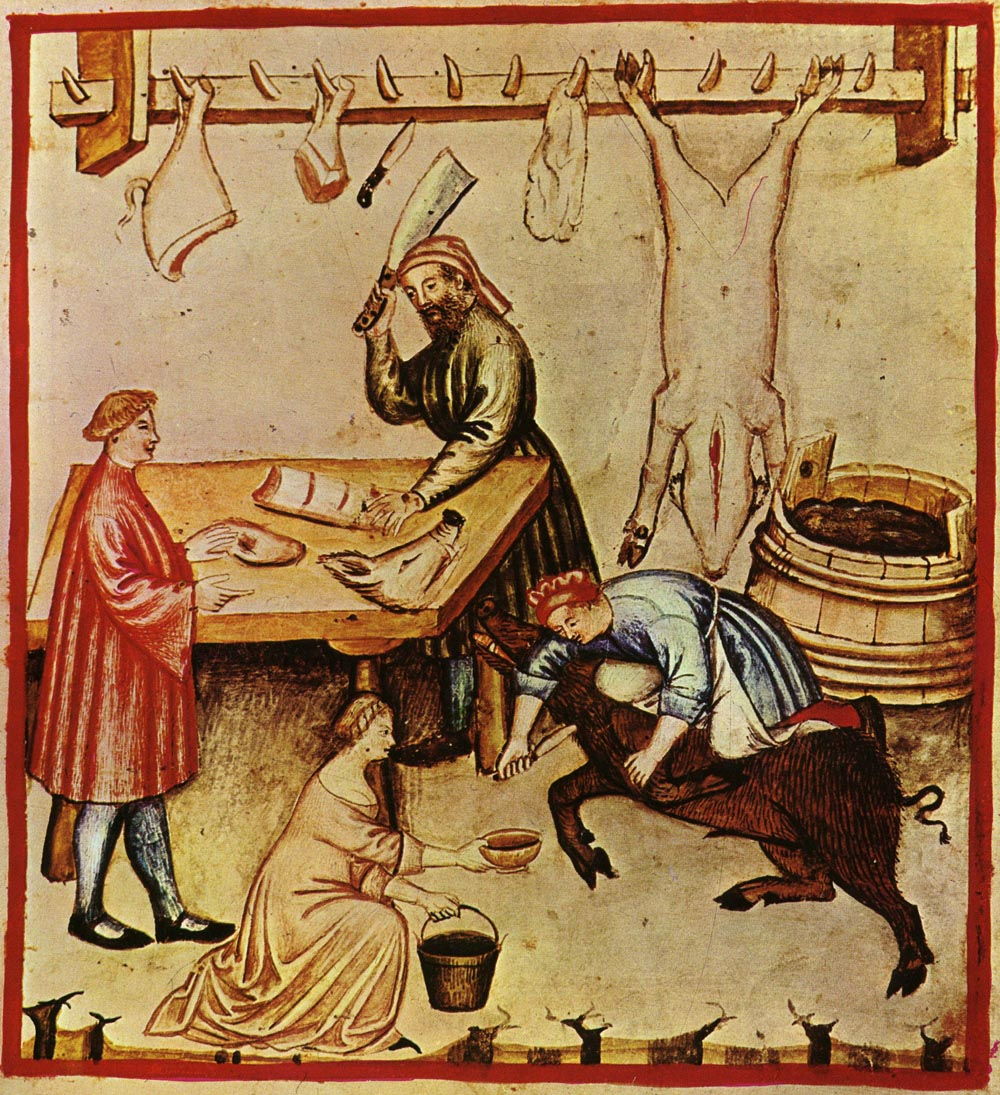
Boucher, Tacuinum sanitatis.
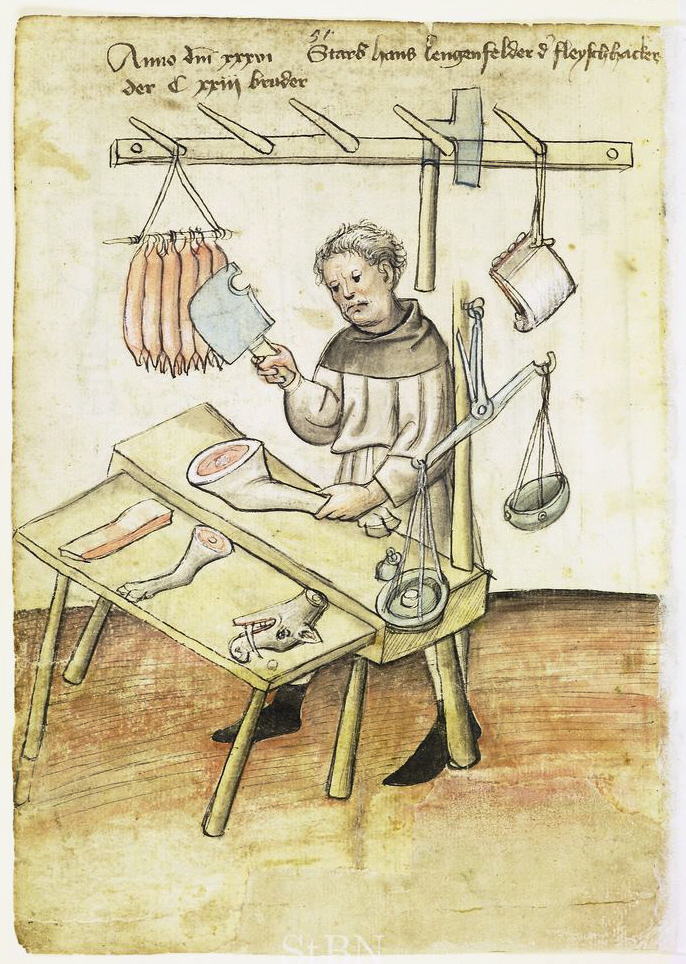
1436.
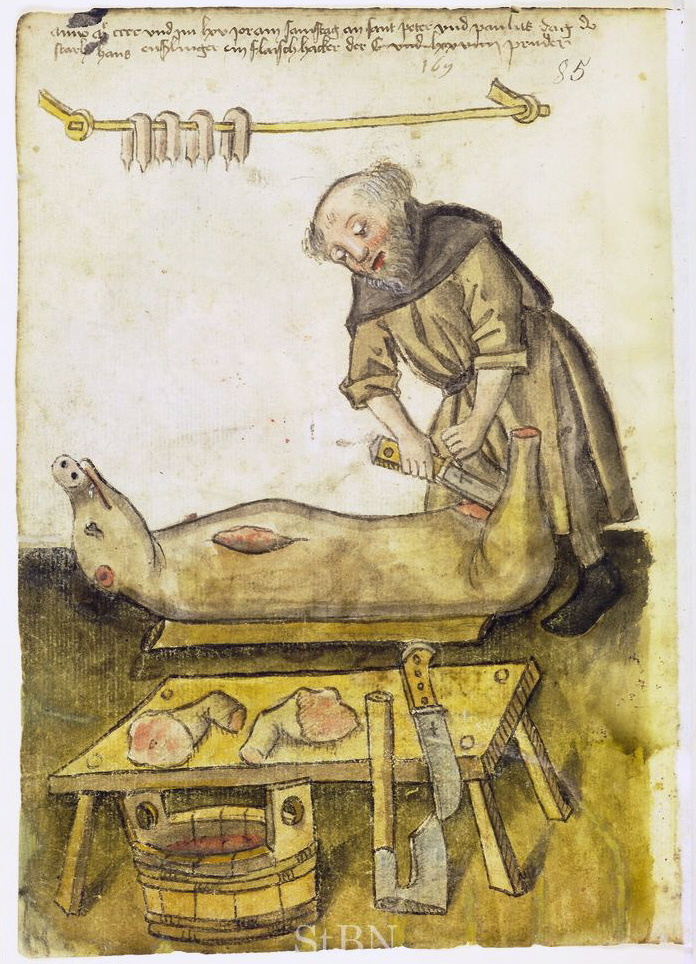
1465.

#### Le pêcheur

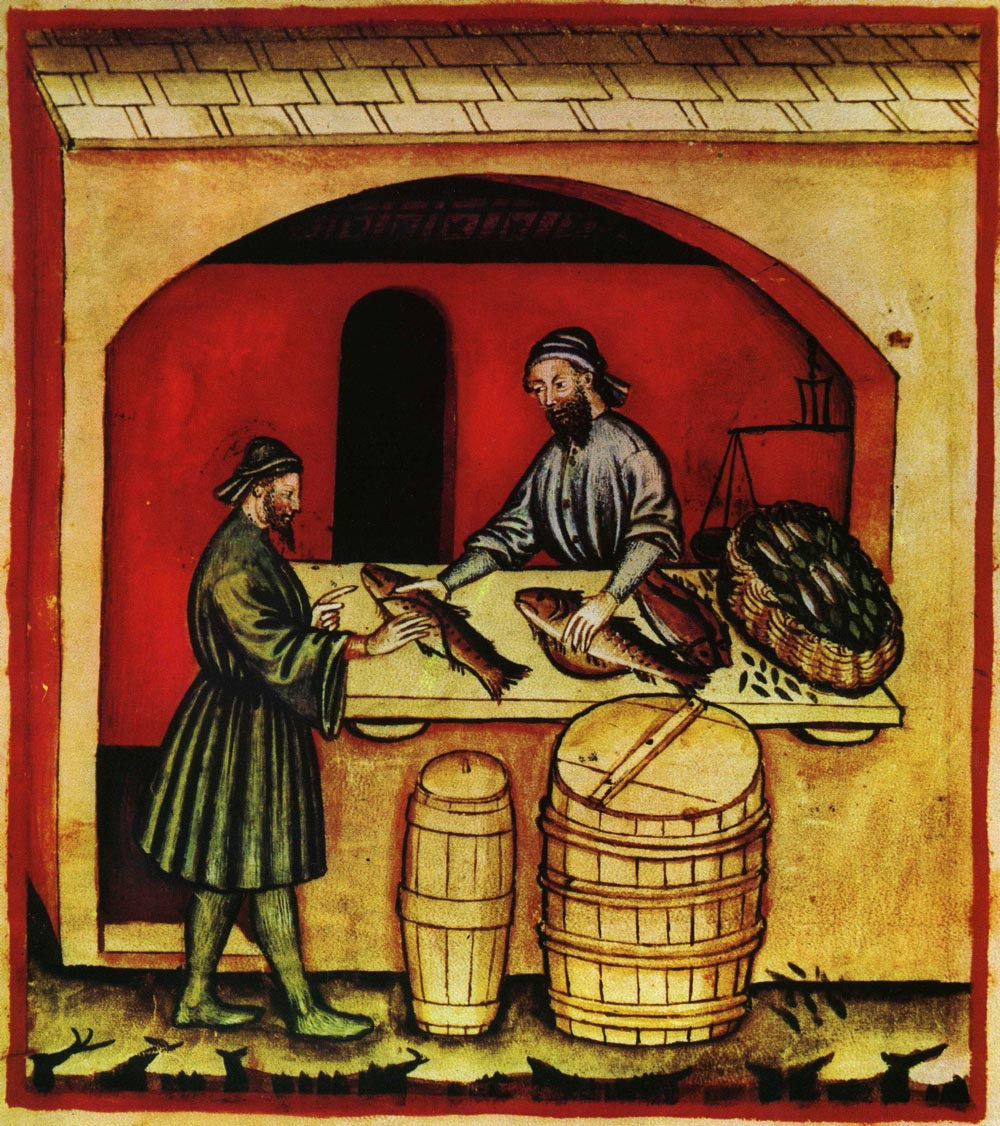
Produits de la pêche, Tacuinum sanitatis.
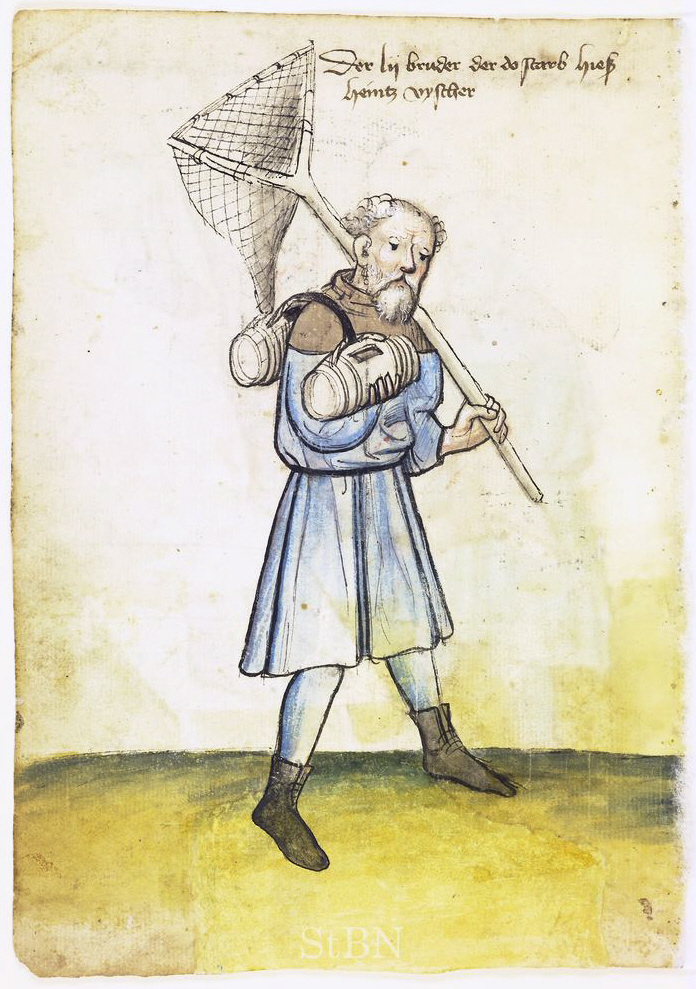
Vers 1425.
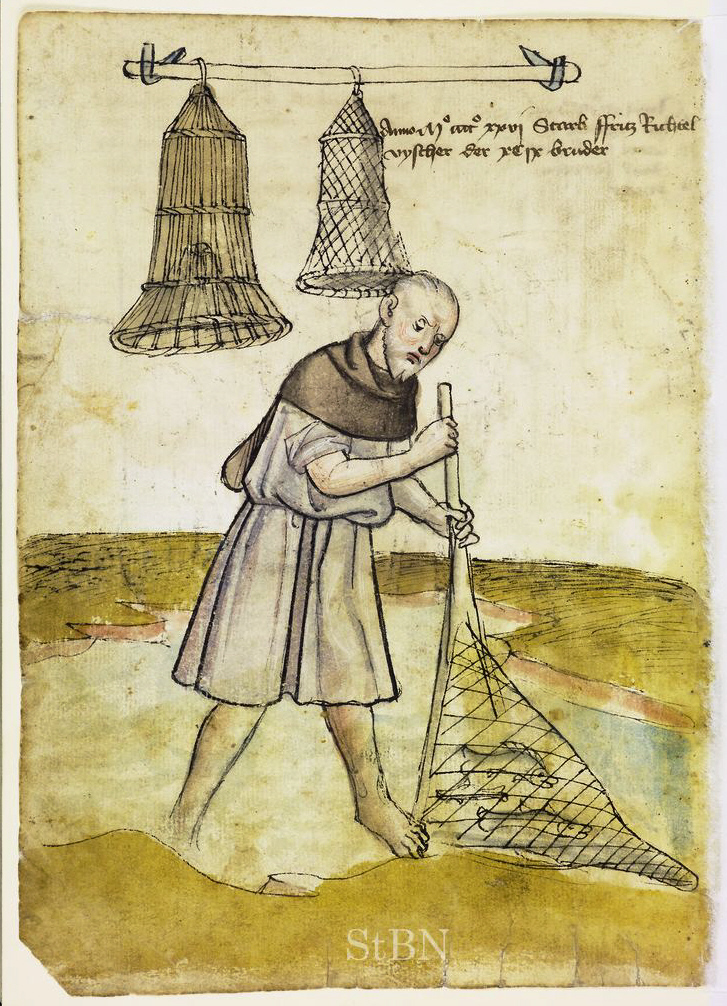
Vers 1426.

#### Le cuisinier
On parle au Moyen Âge de queux, du latin coquus "cuisinier".

### Marchands
Les marchands ont été un élément essentiel de l'économie depuis que les gens ont souhaité échanger diverses marchandises. Suite la chute de l'Empire romain la plupart de la population était composée de paysans travaillant les terres des nobles. Les marchands étaient une classe sociale relativement restreinte, néanmoins ils avaient plus de pouvoir que les paysans.
Au Moyen Âge, le commerce a connu un développement spectaculaire, permettant aux marchands d'obtenir richesse et statut social. Les villes marchandes ont prospéré au XIIe siècle, avec les marchands apportant des produits locaux pour les vendre sur les marchés urbains.
Au XIIIe siècle, les marchands sont devenus plus stables et sédentaires, étendant leurs activités pour inclure le financement et le transport des marchandises. Les XIIIe et XIVe siècles ont vu la montée du commerce de détail et le déclin du féodalisme, propulsant ainsi la classe des marchands vers un statut social plus élevé. Les foires médiévales sont devenues des lieux populaires de vente de marchandises.

Au XVIe siècle en Europe, deux catégories de marchands ont apparu : les marchands locaux et ceux travaillant avec des partenaires extérieurs à la région, étant dans des activités telles que l'importation/exportation, le crédit et la finance.

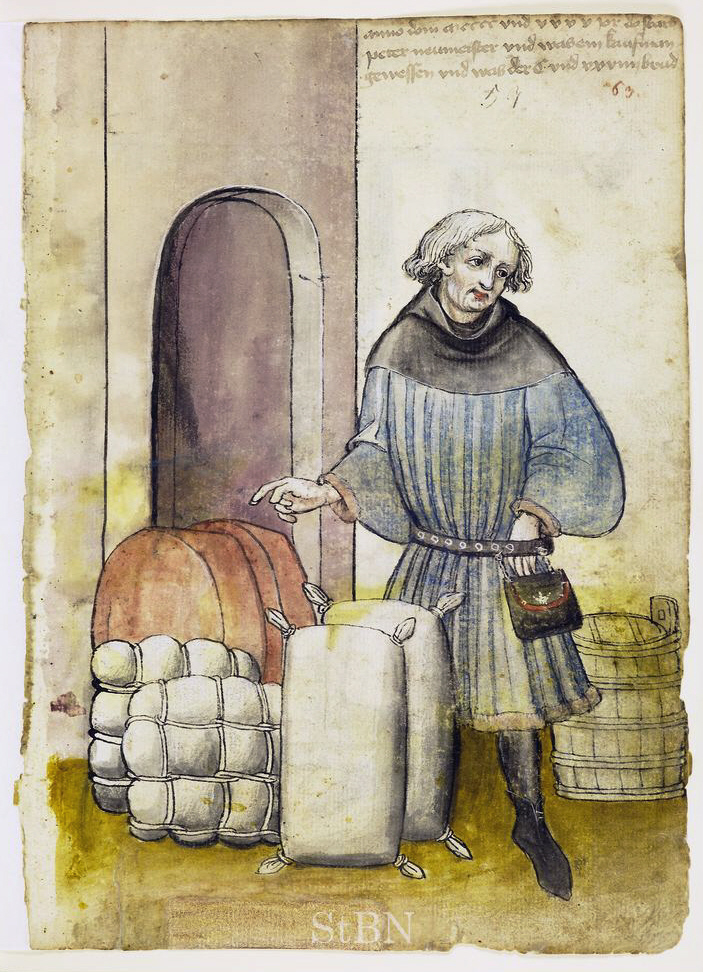
Un marchand, 1440.

#### Le marchand de vin

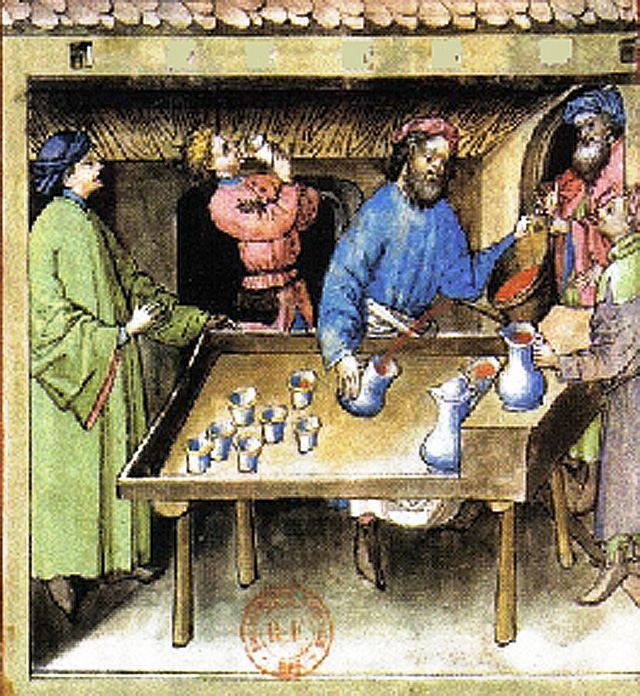
Marchand de vin, Tacuinum sanitatis.

Le marchand de vin achète du vin pour ensuite le revendre en se faisant une marge.

### Métaux
Le Livre des métiers distingue vingt-deux spécialités du travail du fer. Le franciscain Barthélemy l'Anglais, en 1260, affirme que le fer est supérieur à l'or, car il permet de se défendre, de prévaloir le bien commun, de punir méchants, de cultiver terre, et de construire sa maison. (cité par Thomas Arthur Rickard (en))

#### Le forgeron

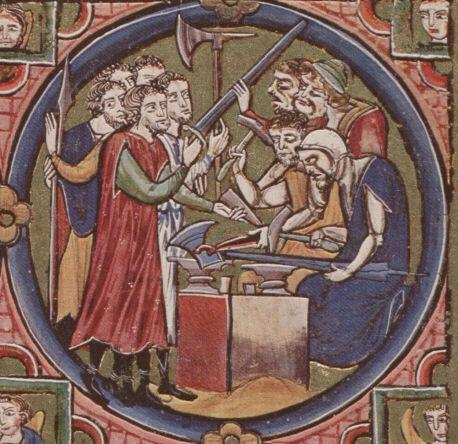
Une forgeron forgeant pendant que ses clients examinent son travail. Codex 2554 folio 37r - Österreichische Nationalbibliothek, 1215-1230.

Robert Fossier parle du forgeron (fèvre en ancien français, du latin faber) comme du « mécanicien du village ».
Le forgeron travaille principalement le fer mais aussi le bronze, le cuivre, l'argent ou l'or (c'est dans ce cas un orfèvre). Il chauffe d'abord son métal dans un brasier, puis le maintient avec des tenailles (forceps) sur une enclume posée sur un billaud de bois, et le frappe avec un marteau.
L'atelier du forgeron est une pièce petite et obscure. Il y fait chaud, et les fenêtres sont rares. Le forgeron a en effet besoin d'obscurité car il travaille le métal en fonction de sa couleur qui indique sa chaleur. C'est pour cette raison que le sol de la forge peut être tapissé de charbon. On trouve dans cet atelier un brasier, une enclume posée sur un billaud de bois, une réserve pour le bois de chauffe, ainsi que les outils nécessaires.
Le forgeron peut faire des serrures, des cercles de tonneaux), des cercles pour renforcer les roues des charrettes, des chaudrons, des outils agricoles comme la houe, la bêche, le coutre de charrue, soc d'araire, la faux, la faucille, des fers à cheval, des clous, des montures de fourreau comme on en a retrouvé à Cabaret dans l'Aude, des armures, armes, arbalètes au XVe siècle (interdites par le concile de Latran peu après).
Le forgeron travaille souvent avec un valet ou un apprenti.
Autour d'Hesdin, en Picardie, Robert Fossier trouve que dix villages sur trente ont un forgeron, voire deux.
En 1240, un forgeron est embauché par Mont Saint-Éloi et touche un salaire de 12 livres. Il a aussi une fonction de représentant des paysans. Cette fonction se répand de plus en plus à partir du XIIIe siècle
Grâce à la force hydraulique, les marteaux sont automatisés et peuvent peser de 70 à 300 kg. Cette force active également des soufflets faisant chauffer à un temérature allant jusq'à 1200ºC en 1323, ce qui permet la fonte du métal. C'est donc, au XIVe siècle, l'émergence du haut fourneau, comme dans les abbayes cisterciennes de Fontenay, Royaumont.
Dès 1250, les cisterciens sont les premiers producteurs de fer.

#### L'orfèvre

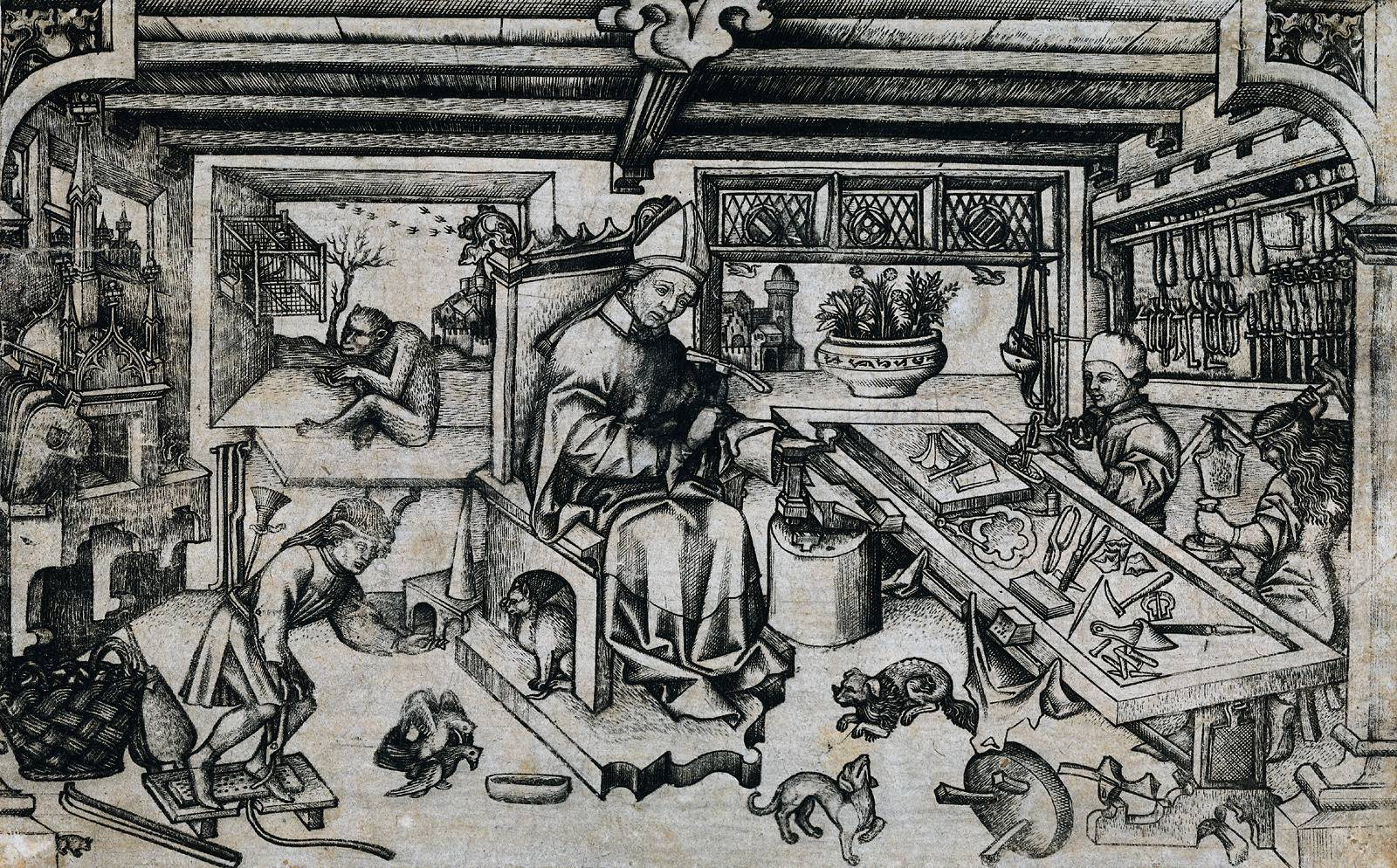
Saint Éloi, patron des orfèvres, dans un atelier. Illustration vers 1450.

L'orfèvre est un type de forgeron qui s'occupe exclusivement du travail de l'or (or-fèvre). Il produit les bijoux par exemple.

### Étoffes et habillement
Les statuts de Perpignan de 1312 règlementent en Gascogne les métiers du tissu.
En 1352, à Valence, les métiers s’insurgent contre le cardage importé par Languedociens, et veulent son interdiction car il produit une « laine fausse et inférieure ». Les Languedociens obtiennent gain de cause.
Boccace, Le livre des cleres et nobles femmes, Ms du début du XV° : trois dames en train de carder et filer.
« Rendre bien et loyalement sa laine » « toute sa laine et rien que sa laine »

#### Le fouleur
Le fouleur est un artisan qui foule au pied les draps dans une cuve, dans un mélange d'eau chaude, d'urine, d'herbe, etc., afin de rendre plus souple et plus moelleux le drap.
Le développement des moulins à foulon, à partir de 1086, rend moins utile le foulage aux pieds.
Les moines cisterciens foulent dès 1130 à Clairvaux, puis Morimond.

#### Le tisserand

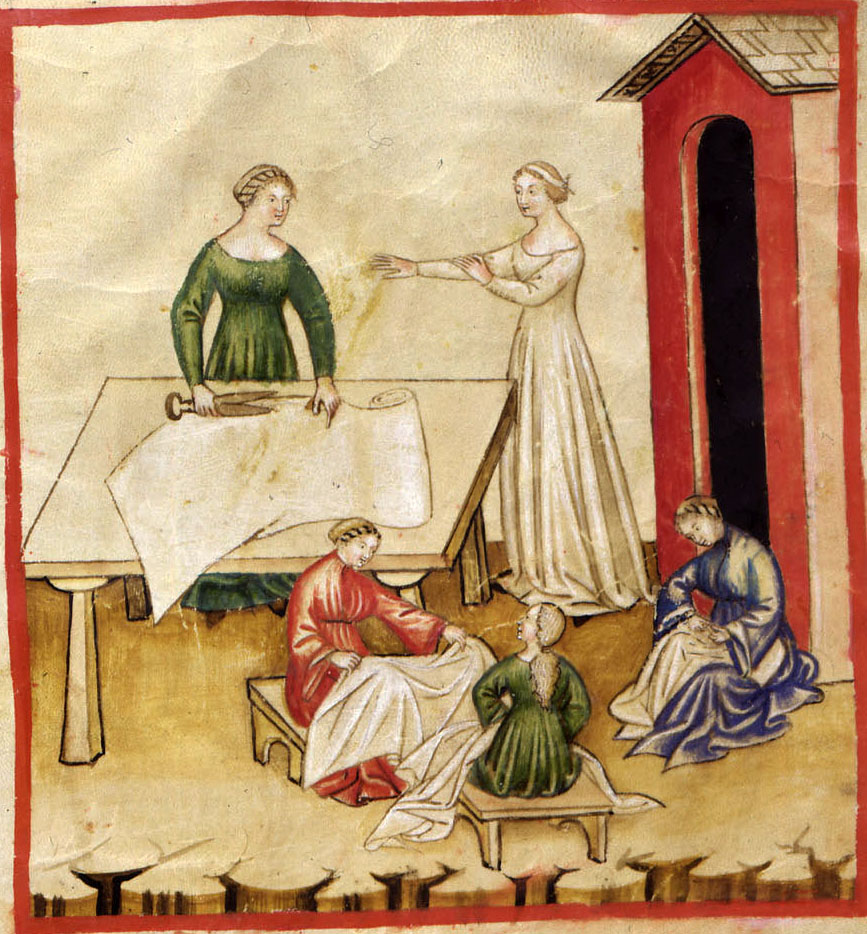
Scène de la vie quotidienne, vêtements de lin, Tacuinum sanitatis.

Le tisserand est un artisan qui fabrique des tissus. Il utilise pour cela un métier à tisser ou parfois des aiguilles. Ses matières premières sont le coton, la laine, le lin, le chanvre et la soie. Une fois que le fil est créé, il passe au foulage : il se fait tremper, piétiner dans l’eau pour améliorer sa qualité puis étirer, sécher et enfin, on le tend. Certains tisserands préfèrent travailler chez eux, d’autres en ville ou encore dans certains châteaux. Ils créent dans leurs ateliers de vêtements, des tapisseries et des draps. Beaucoup de tailleurs et de rois achètent leurs produits. Les tissus sont ensuite teintés chez un teinturier. Un tisserand doit commencer son travail après le lever du soleil sous peine d’une amende, il devait aussi payer des taxes.
En 1254, les pareurs de Narbonne accusent les tisseurs de dire depuis dix ans qu'ils vendent de la laine de 21, alors qu’elle est de 18 ou 20 (cela représente le compte, c'est-à-dire le nombre de fils utilisés sur la chaine, donc en largeur).

#### Le teinturier
La teinture est une pratique peu certaine au Moyen-Âge, et en fait jusqu'à l'apparition de la teinture chimique au XIXe siècle, dans le sens que les teinturiers peinent à reproduire la même nuance de couleur deux fois d'affilée. Le vert en particulier est une teinture presque toujours ratée.
Pour le bleu, on utilise du pastel, notamment produit dans la région de Toulouse et broyé avec des moulins à pastel à partir de 1348. Le bleu, associé à la Vierge Marie, devient très à la mode. La garance, elle, donne le rouge.
A Paris, en 1230, les tisserands se mettent à teindre en bleu, qui est la couleur à la mode. Les teinturiers, mécontents vont voir la reine mère Blanche de Castille, qui donne raison aux tisserands et leur permet de teindre. On voit ainsi la porosité des attributions entre métiers, ce qui provoque souvent des querelles, comme ici.
À partir du XIVe siècle, les teinturiers de bleu teignent en bleu, en vert, en noir, tandis que les teinturiers de rouge teignent en rouge, en jaune, en rose, etc.

#### Le drapier

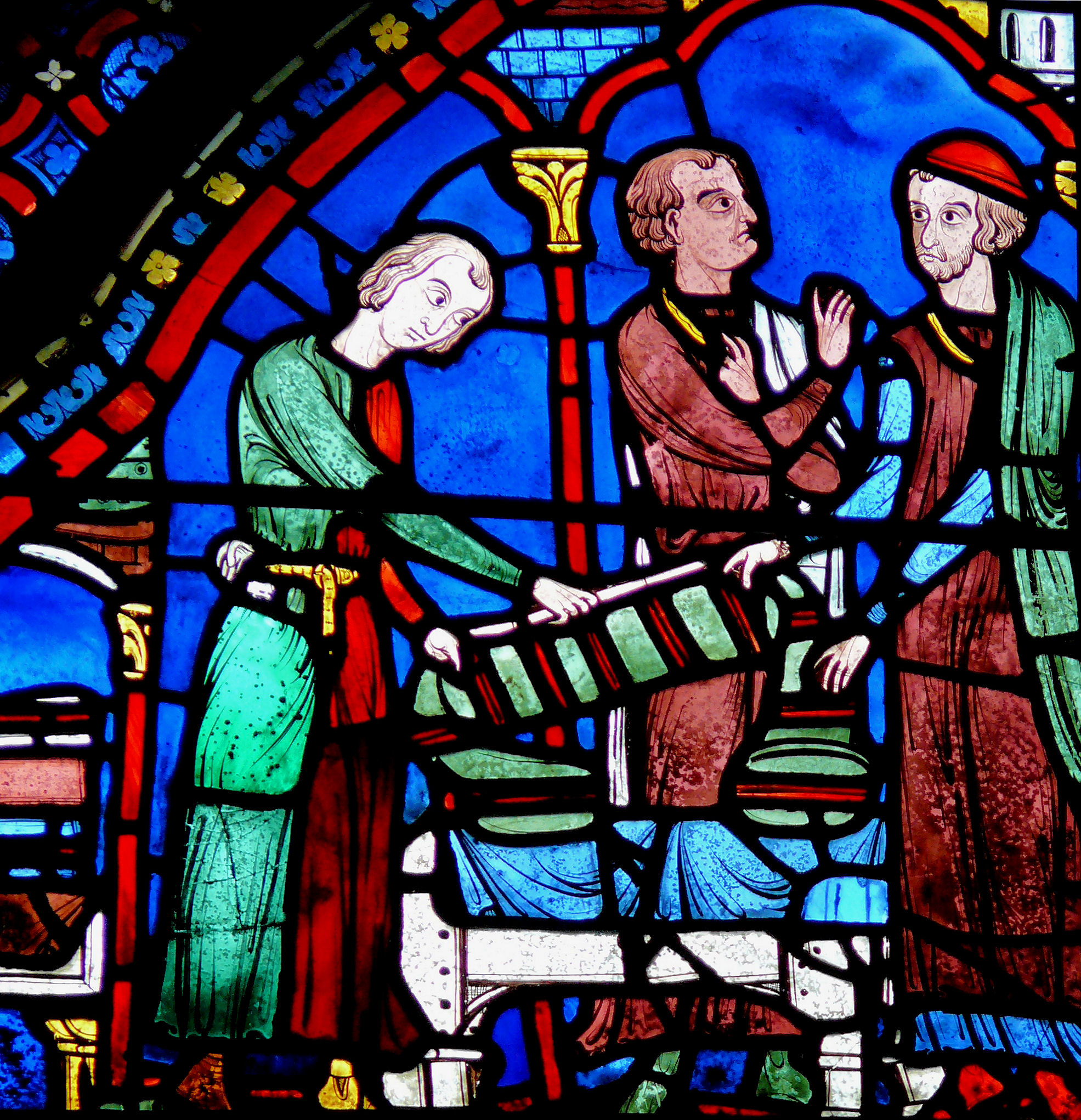
Cathédrale de Chartres, vitrail de l'Histoire de saint Jacques le Majeur : Drapiers.

Un drap est généralement produit en une quinzaine de jours, mais à Saint-Omer, en 1363, les drapiers sont obligés de faire un drap en cinq jours. On remarque ainsi la pression qui pouvait être imposée à ces artisans.
Des tailles standards sont imposées, comme à Saint-Omer, où un drap doit mesurer trente mètres de longueur.
Les statuts de Toulouse de 1227 imposent un contrôle pendant le travail même, et un contrôle dans la salle commune, avec les échevins vite après achèvement travail.
Un drapier, Jakmes de Presiel, imite en 1282 le sceau de la ville de Valenciennes, et il n'est pas puni. Un autre le fait à Cologne, il est mis sur bûcher.

#### Le tailleur

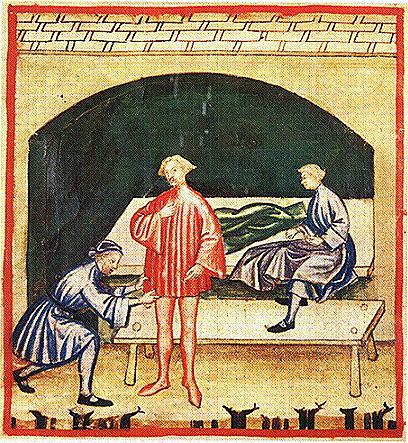
Vêtements en laine, Tacuinum sanitatis.
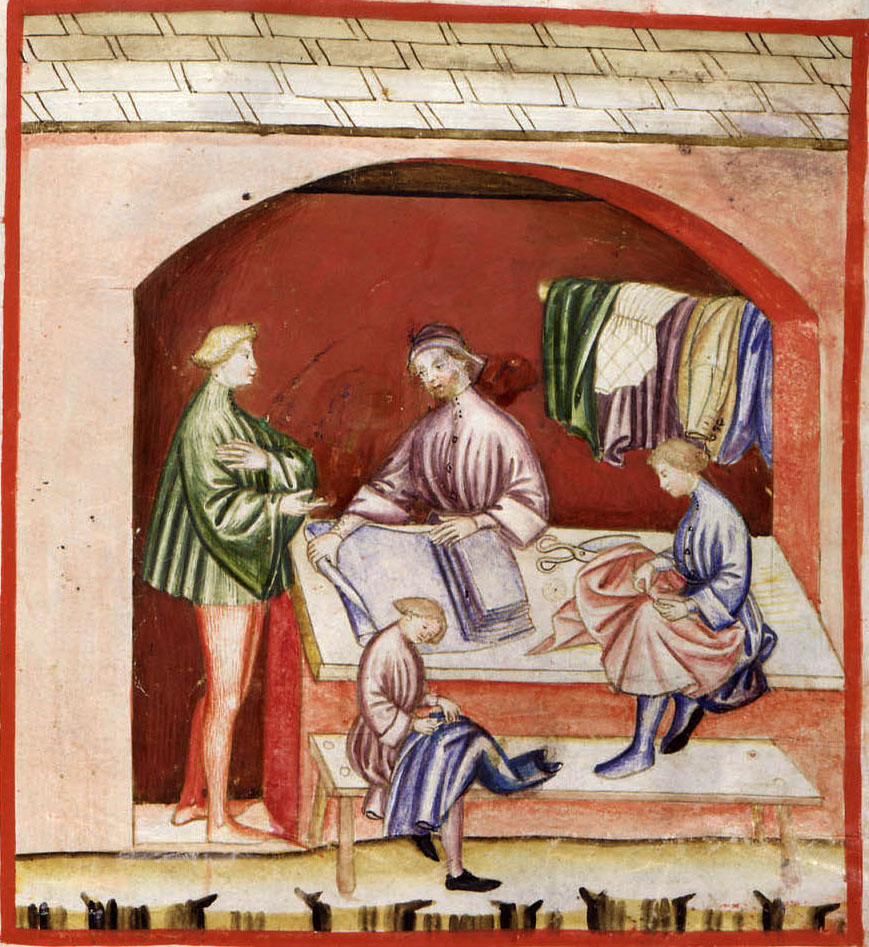
Vêtements de soie, Tacuinum sanitatis.
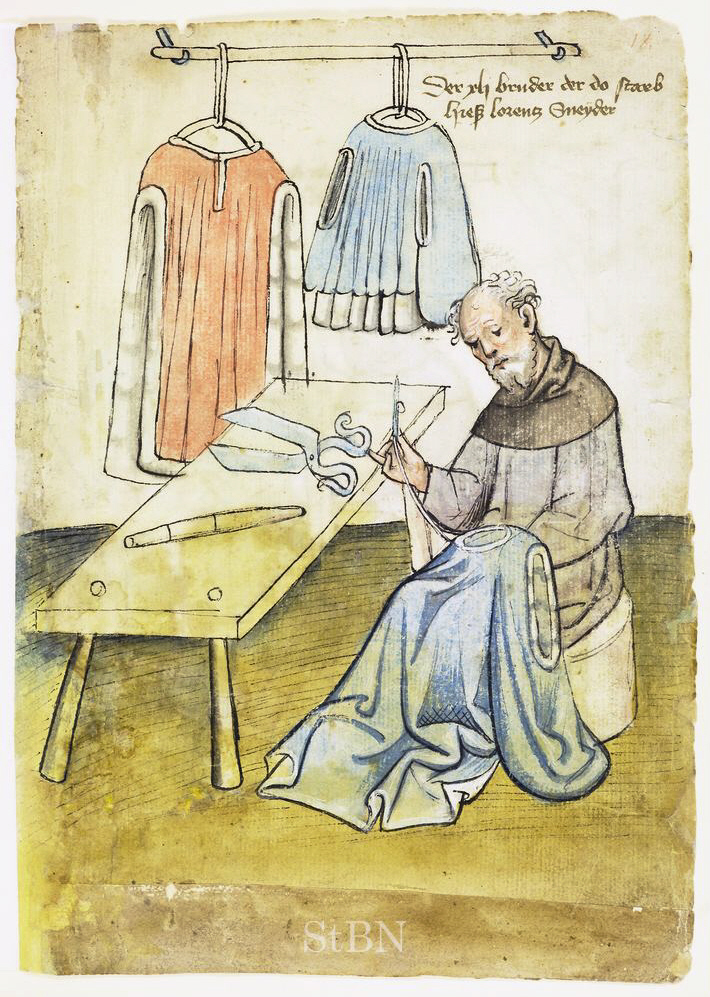
Vers 1425.
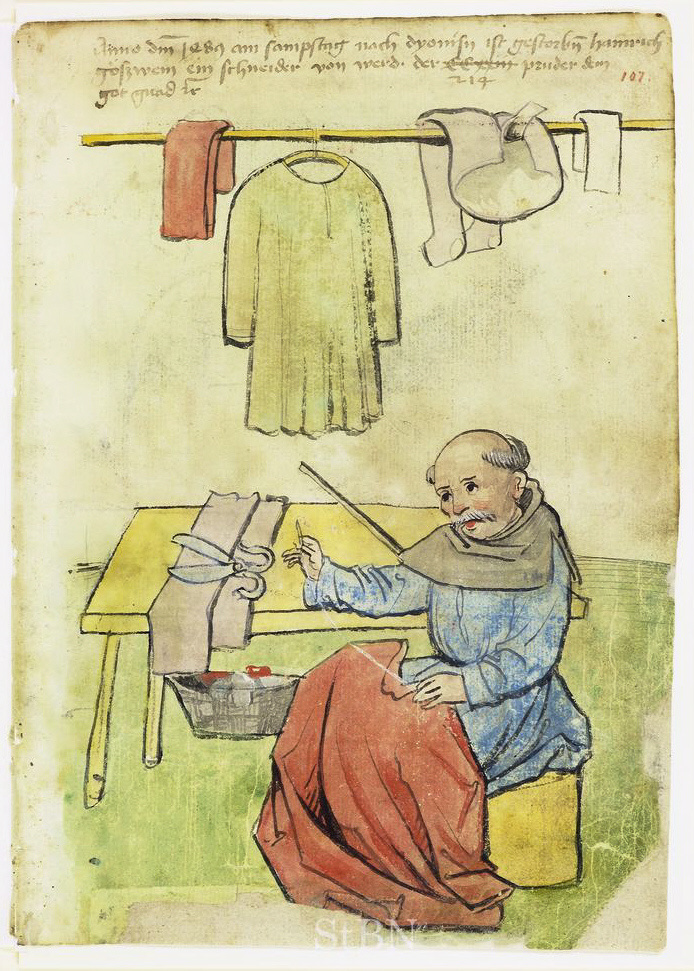
1489.

#### Le chausseur

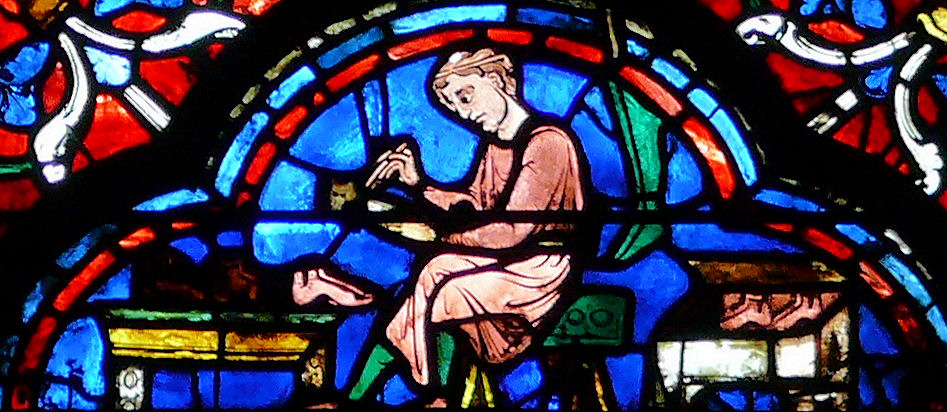
Cathédrale de Chartres, vitrail : chausseuse de pierre.

### Bâtiments

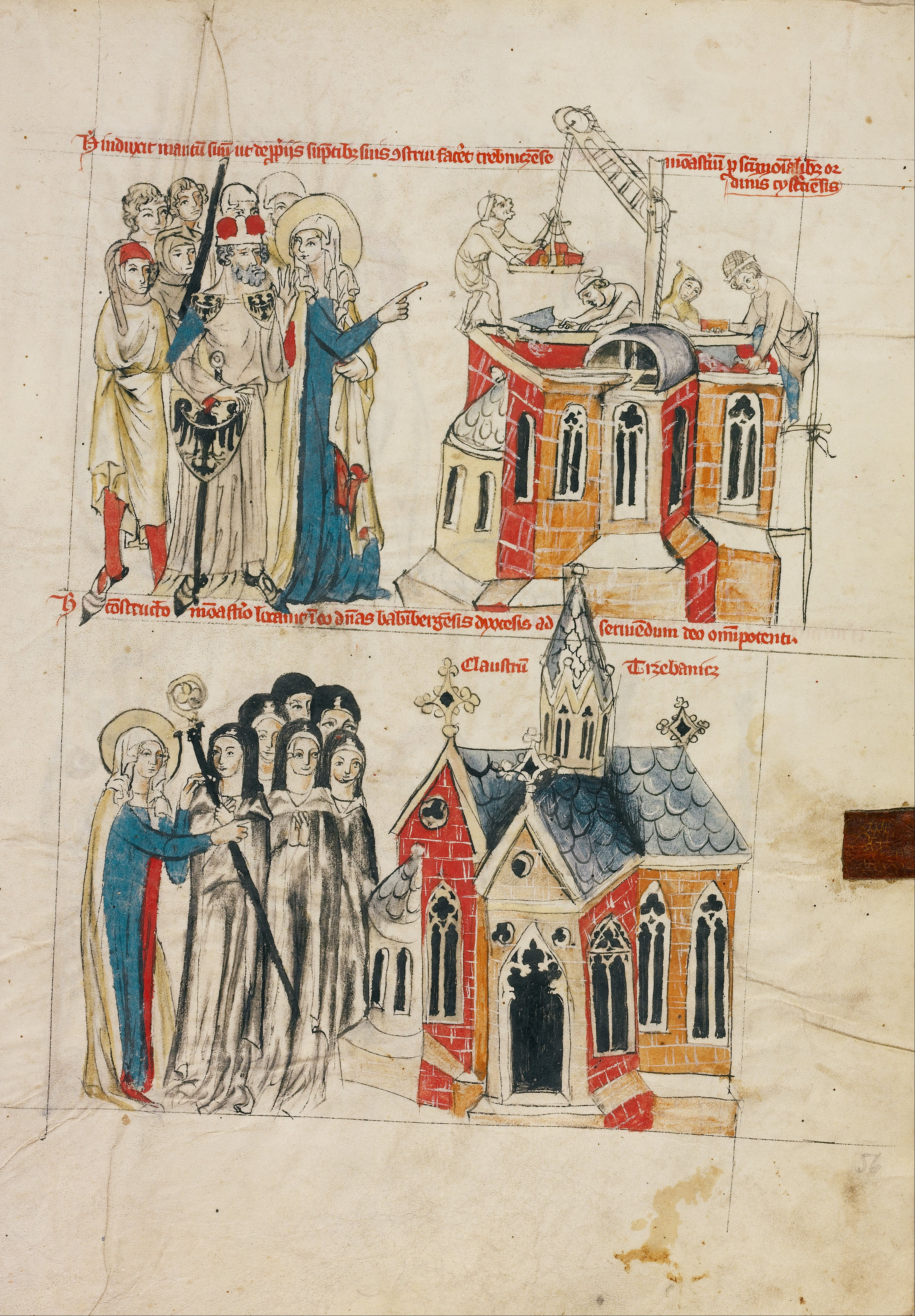
Construction d'un couvent, 1353, comprenant la visite de Sainte-Hedwige. Silésie, Pologne.

#### Le plombier-couvreur
Les deux métiers sont souvent associés. En effet, le plombier est celui qui travaille le plomb. Or, les gouttières sont en plomb, d'où le sens actuel, mais aussi certaines toitures, comme celles des cathédrales.

#### Le maçon

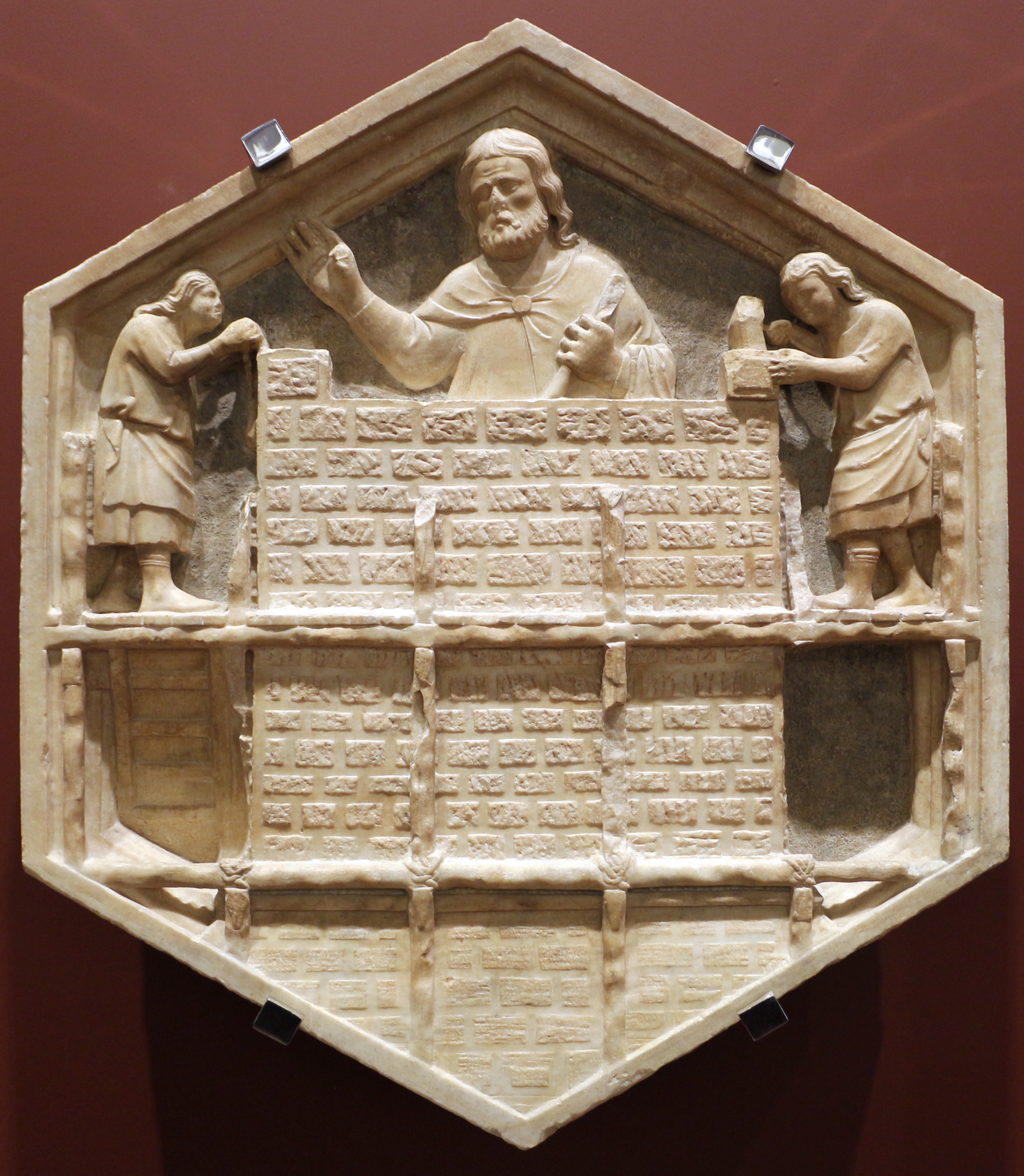
Maçons, vers 1343-1348.

#### Le mortellier
Chargés de la confection des ciments et des mortiers, mais également tailleurs de pierre (fabricants de mortiers ou de vases bien polis).

#### Le charpentier

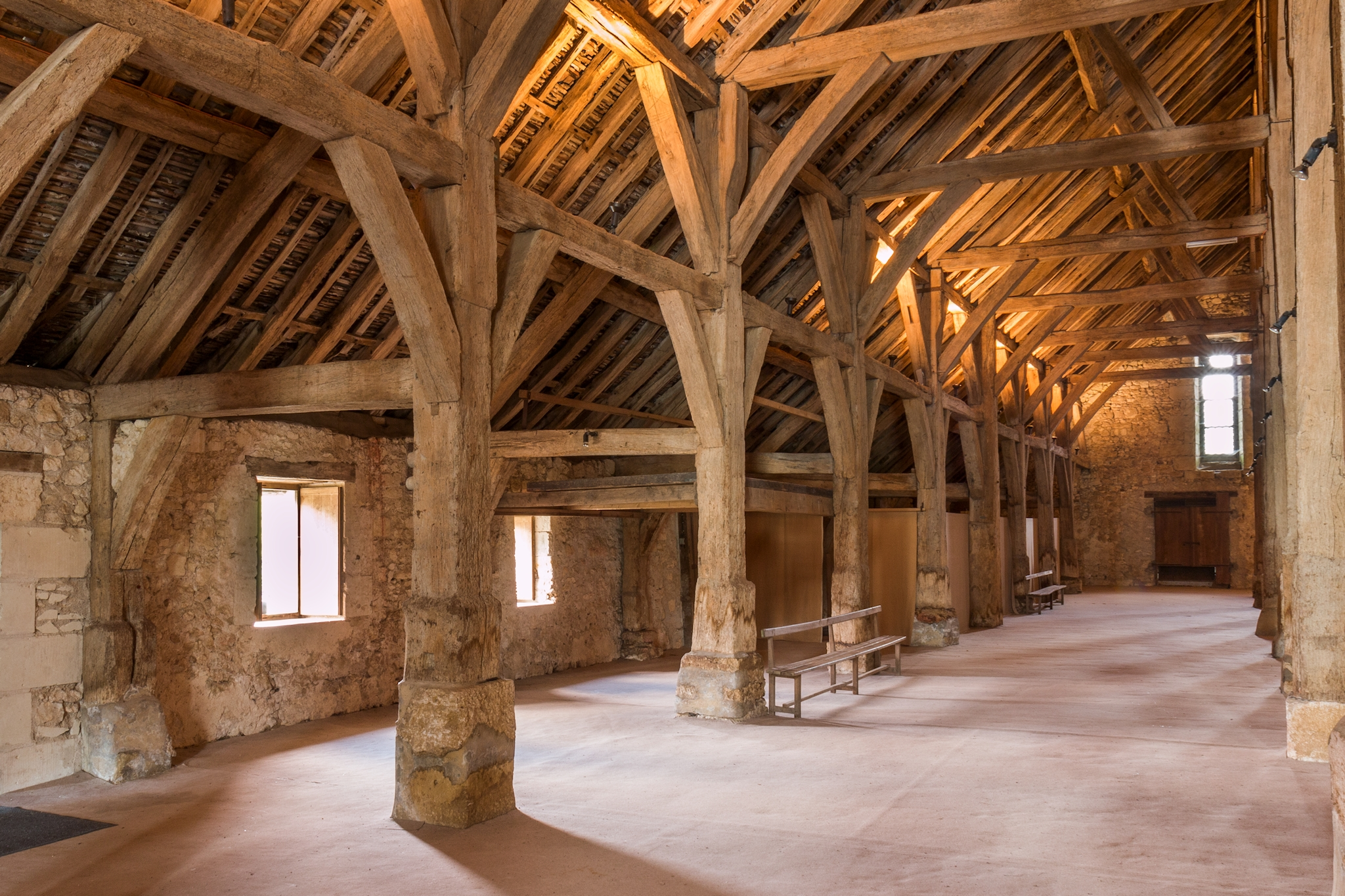
Charpente de la grange de Meslay, ferme fortifiée du XIIIe siècle (1220).

Le travail de charpentier consiste à construire toutes sortes de choses en bois. Le bûcheron fournit le bois aux charpentiers. Le bois sert également à construire des toits, à les rénover ou faire de petites retouches. Le charpentier est un peu comme un menuisier. Les maîtres charpentiers du roi devaient, pour être admis, avoir travaillé quelque temps dans les ports et faire un chef-d’œuvre, qui consistait à la construction d’un gouvernail ou d’un cabestan (appareil autour duquel on enroule un câble pour tirer de lourdes charges).

Les principaux outils employés par le charpentier sont : les scies, la hache, les terrières et le vilebrequin qui sont certainement les premiers outils que possédait le charpentier. Pour percer des trous profonds, il employait de grandes mèches bien aiguisées.

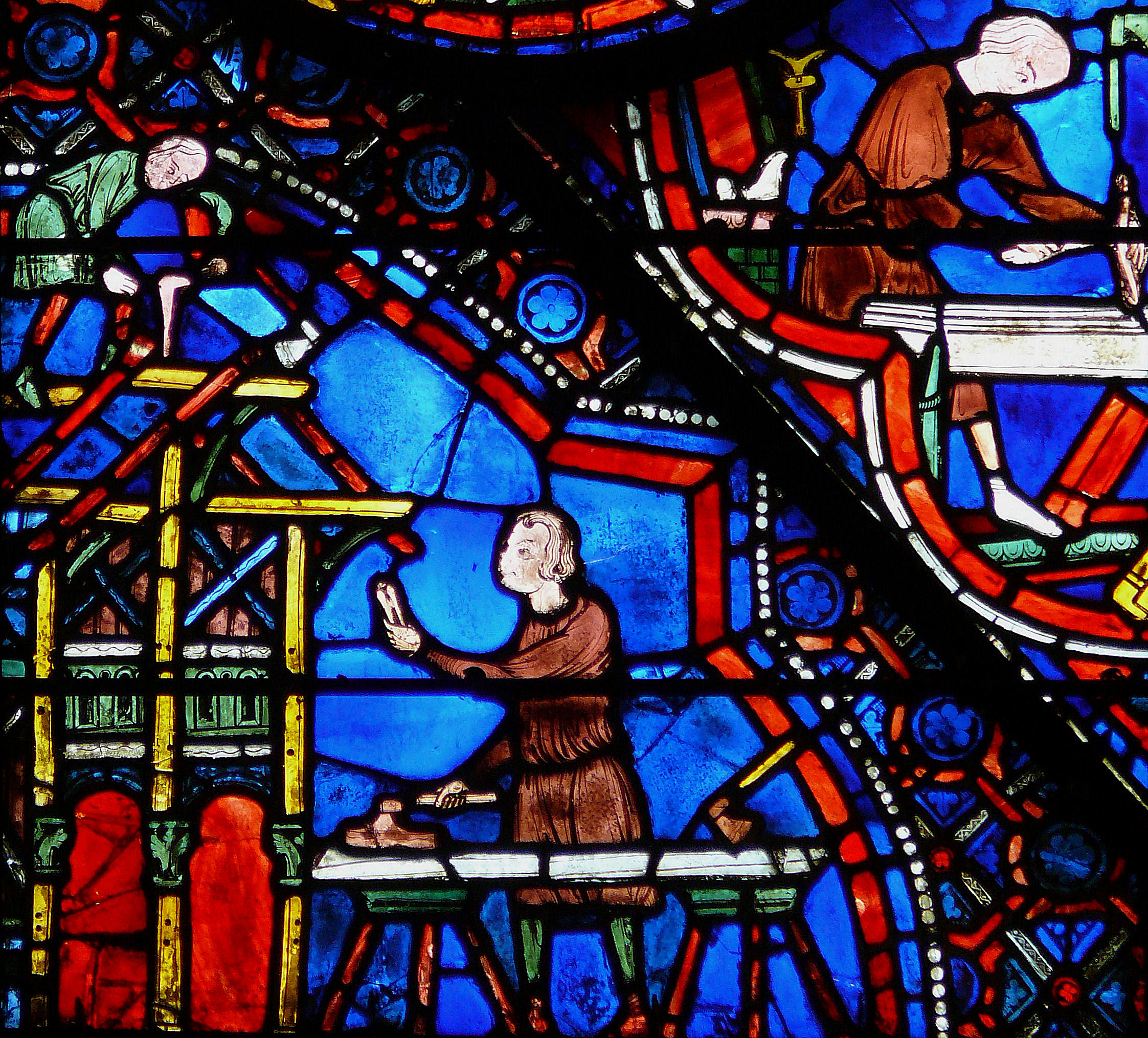
Vitrail de la Cathédrale de Chartres : charpentier.
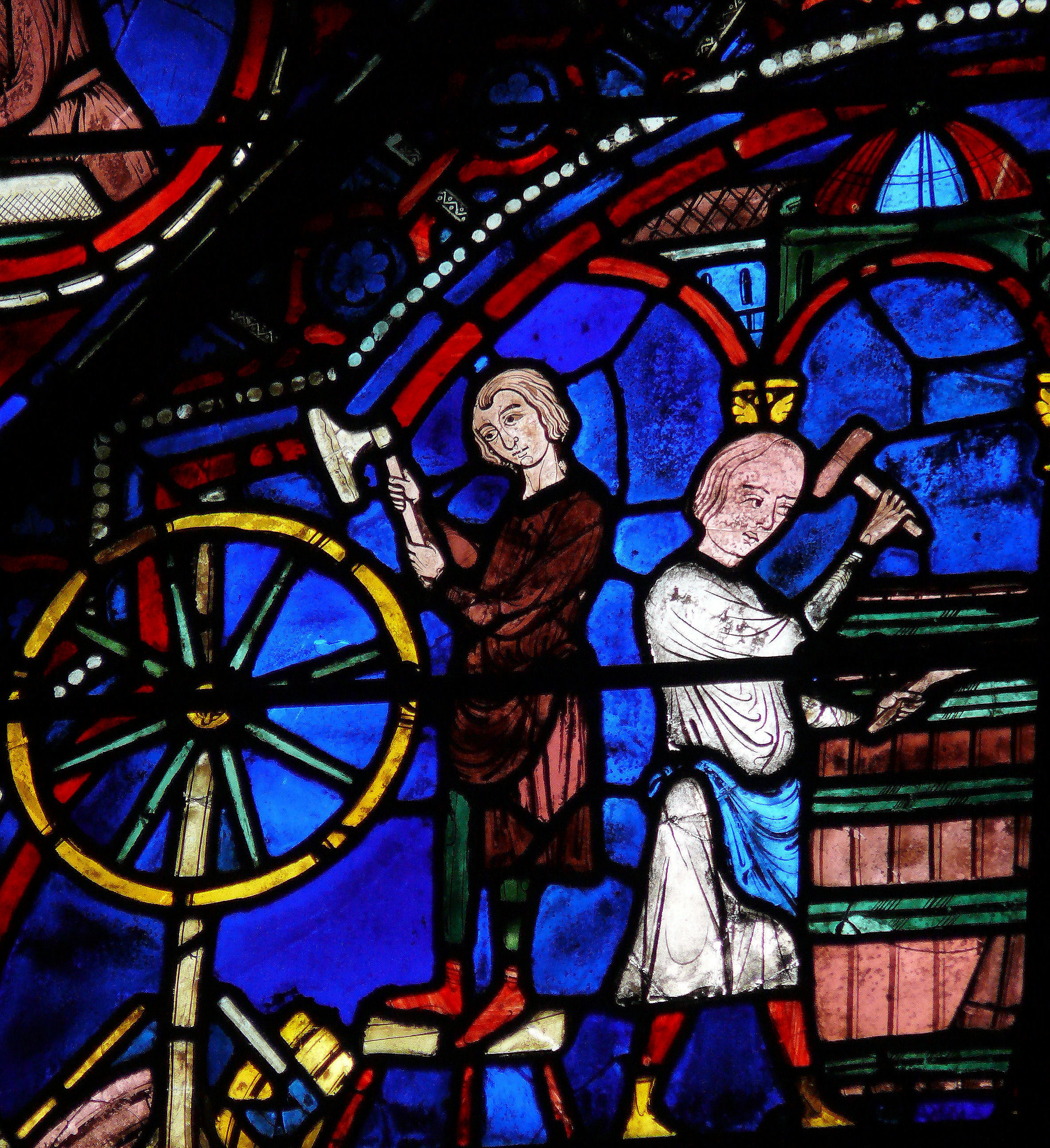
Charron et tonnelier, deux métiers d'origine gauloise ou celte, sur le vitrail de la cathédrale de Chartres.
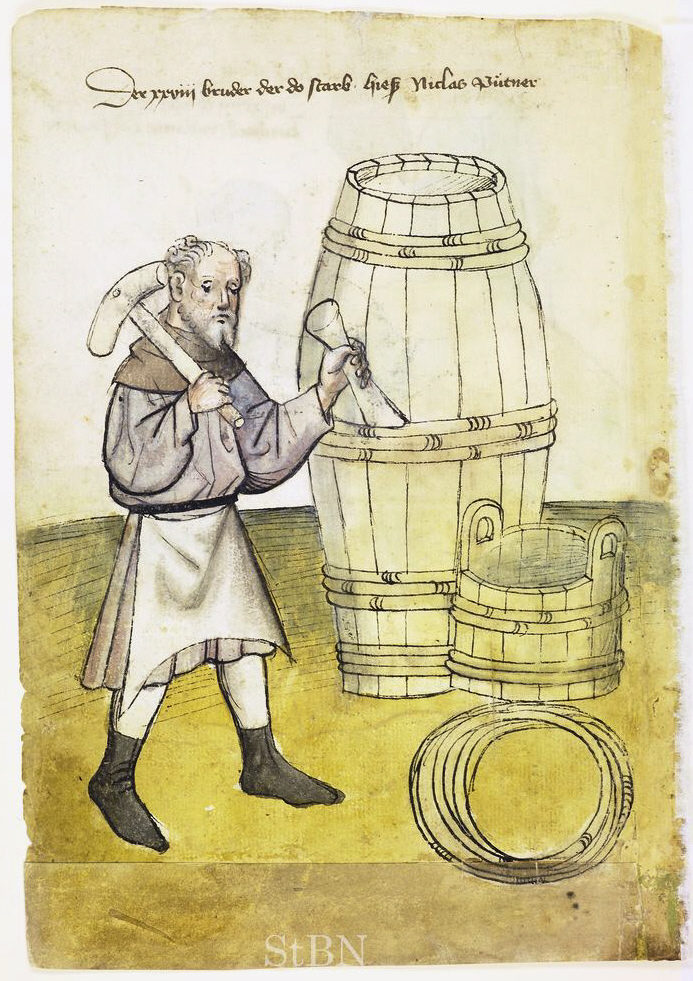
Tonnelier, vers 1425.
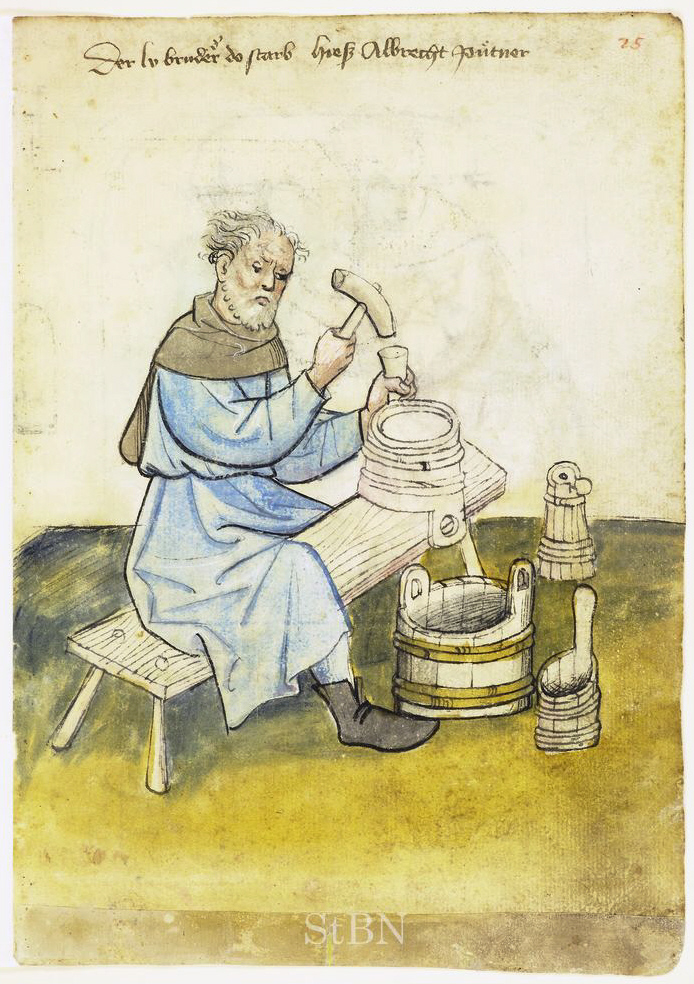
Tonnelier, vers 1425.
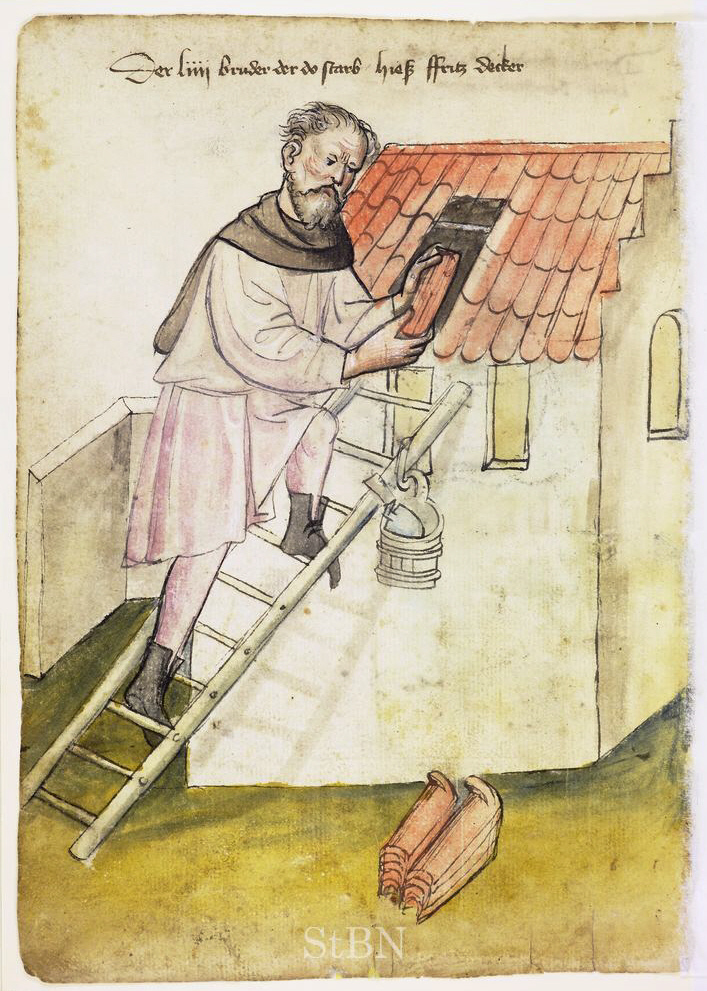
Couvreur, vers 1425.

#### Le menuisier
Il construit le mobilier, tables, chaises, etc.

#### Le verrier
Le verre se crée à partir de sable, et plus précisément de silice.
Au XIVe siècle, le verre remplace dans les maisons riches le parchemin ou la toile qui servait jusqu'alors de fenêtre. On voit un développement des lunettes dans les couches aisées, et dès 1320, le mot verre désigne le récipient pour boire. Cet essor est permis par l'introduction de la canne à souffler et de la coloration du verre avant sa cuisson. En Europe, les principaux centres verriers sont Venise et la Bohème, et en France la Lorraine et  la Normandie.

### Cuirs et peaux

#### Pelletiers et fourreurs

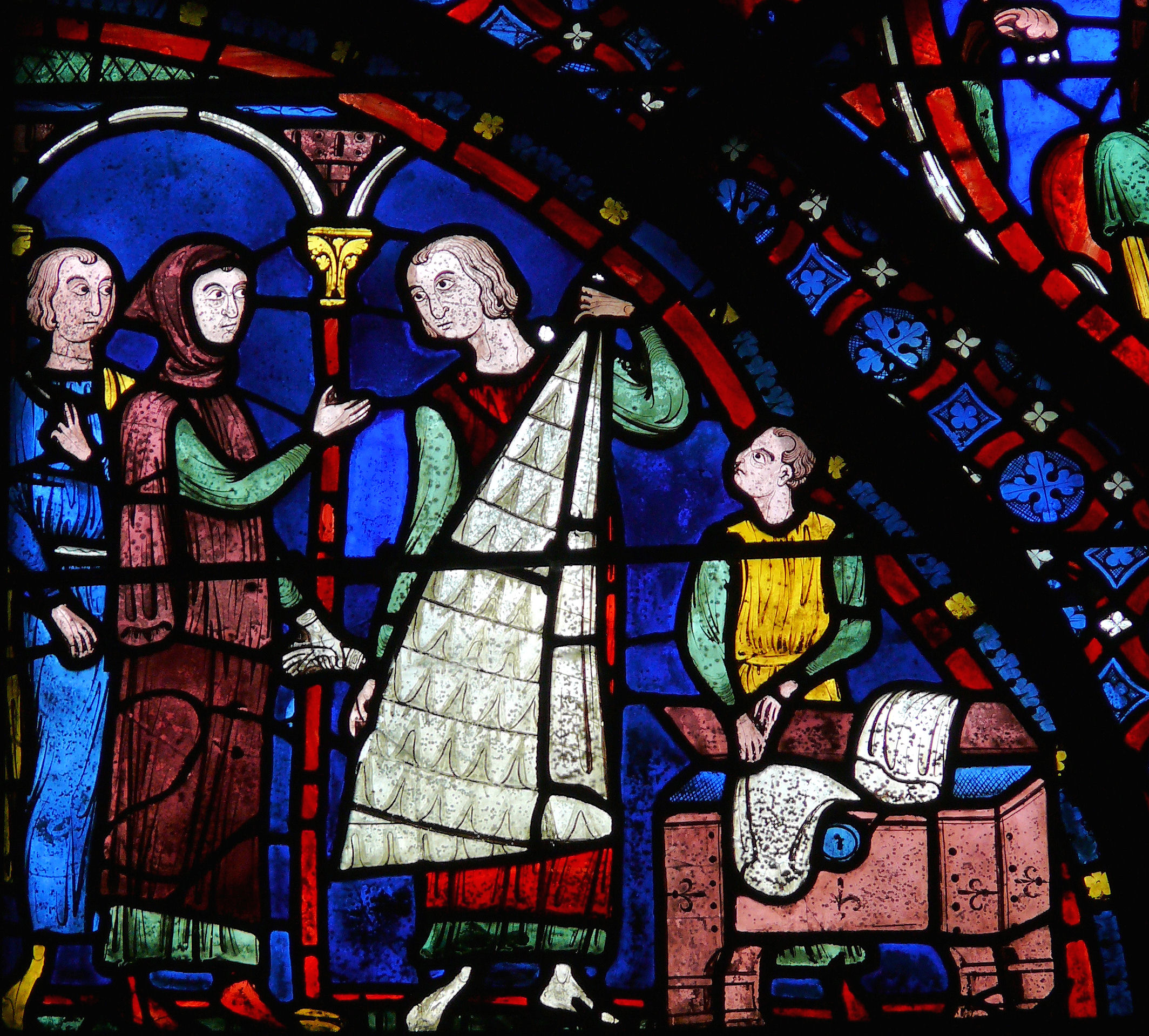
Cathédrale de Chartres - Vitrail de l'Histoire de saint Jacques le Majeur - Fourreurs. Vitrail réalisé entre 1215 et 1240.

Les fourrures viennent généralement du Nord de l'Europe et sont apportées par des marchands navigants sur la mer du Nord. Les fourrures de renard noir sont très à la mode en Andalousie à partir de l'époque carolingienne.

### Divers

#### Le potier

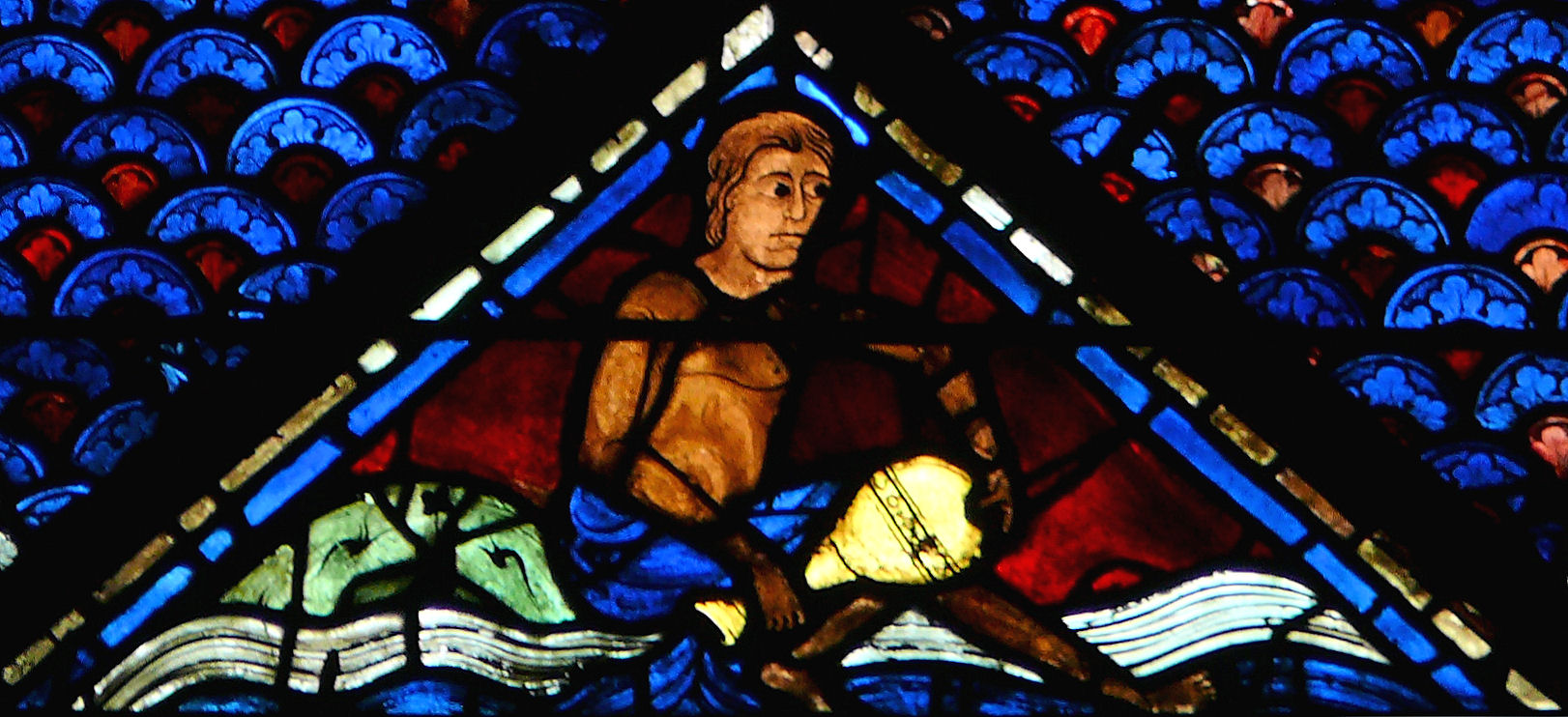
Cathédrale de Chartres, vitrail : potier.

À l'époque carolingienne, la production devient plus grande, et les fours sont de plus en plus utilisés. Du XIe siècle au XIIIe siècle, des villages de potiers se développent.

#### Le chandelier

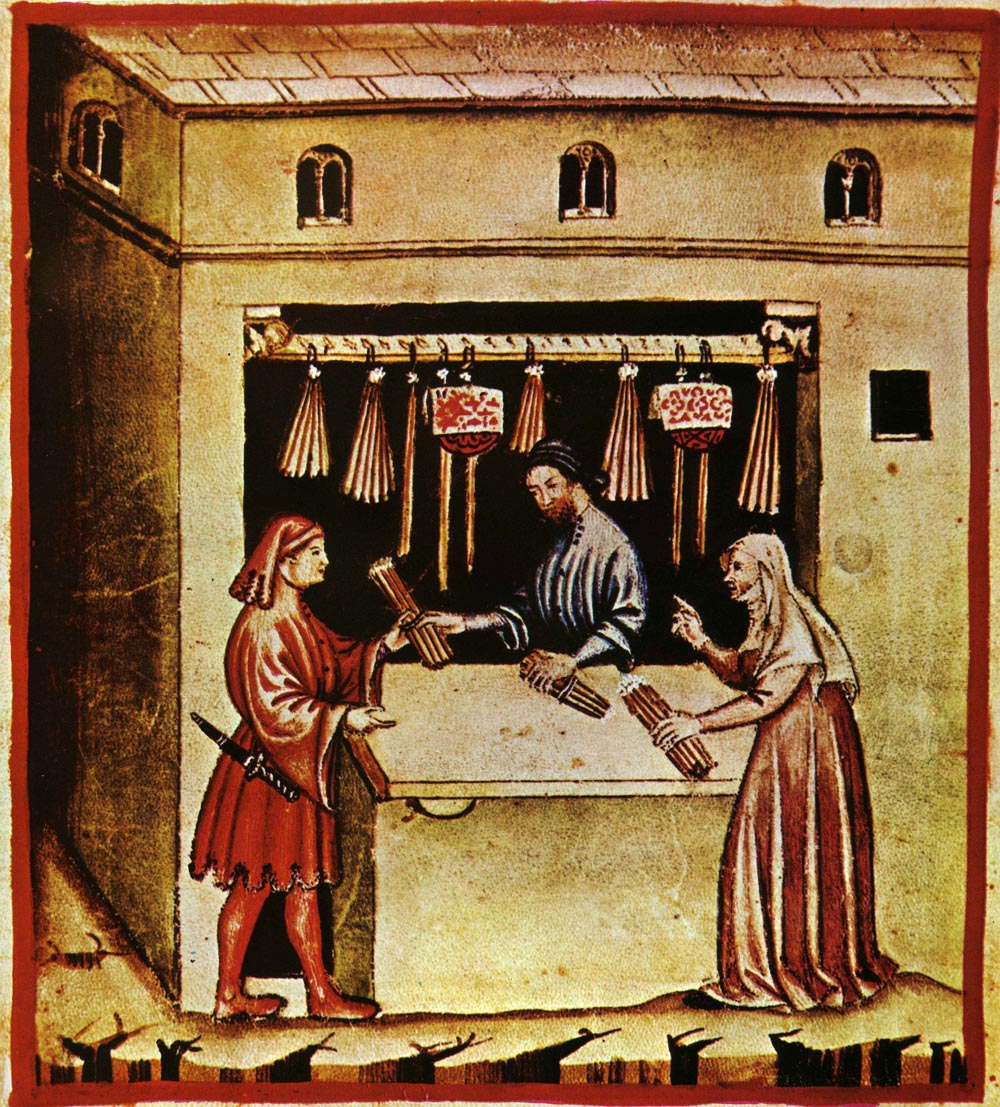
Commerce de chandelles, Tacuinum sanitatis.

Fabricant et marchand de chandelles.

### Enseignement et métiers intellectuels

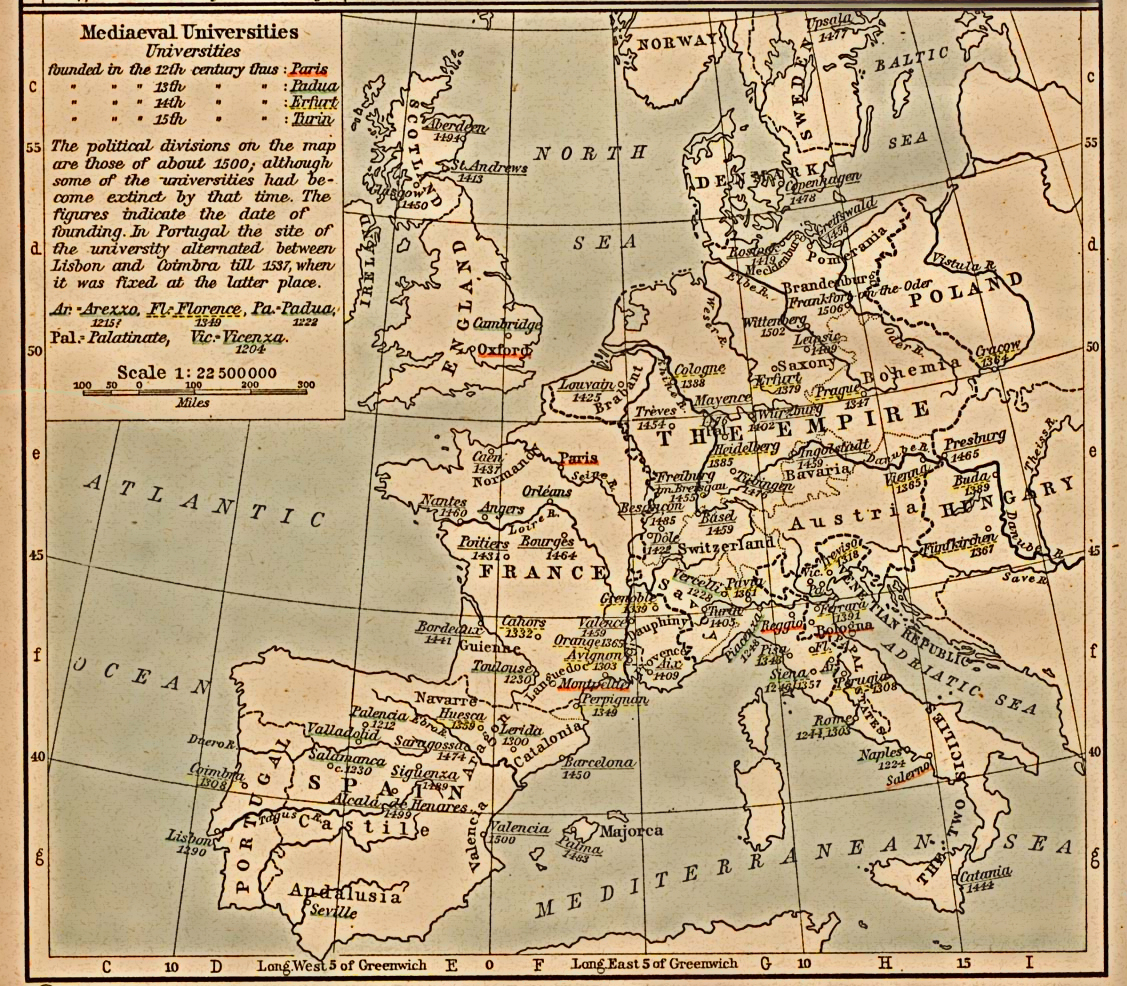
Carte des universités médiévales en Europe publiée en 1923.

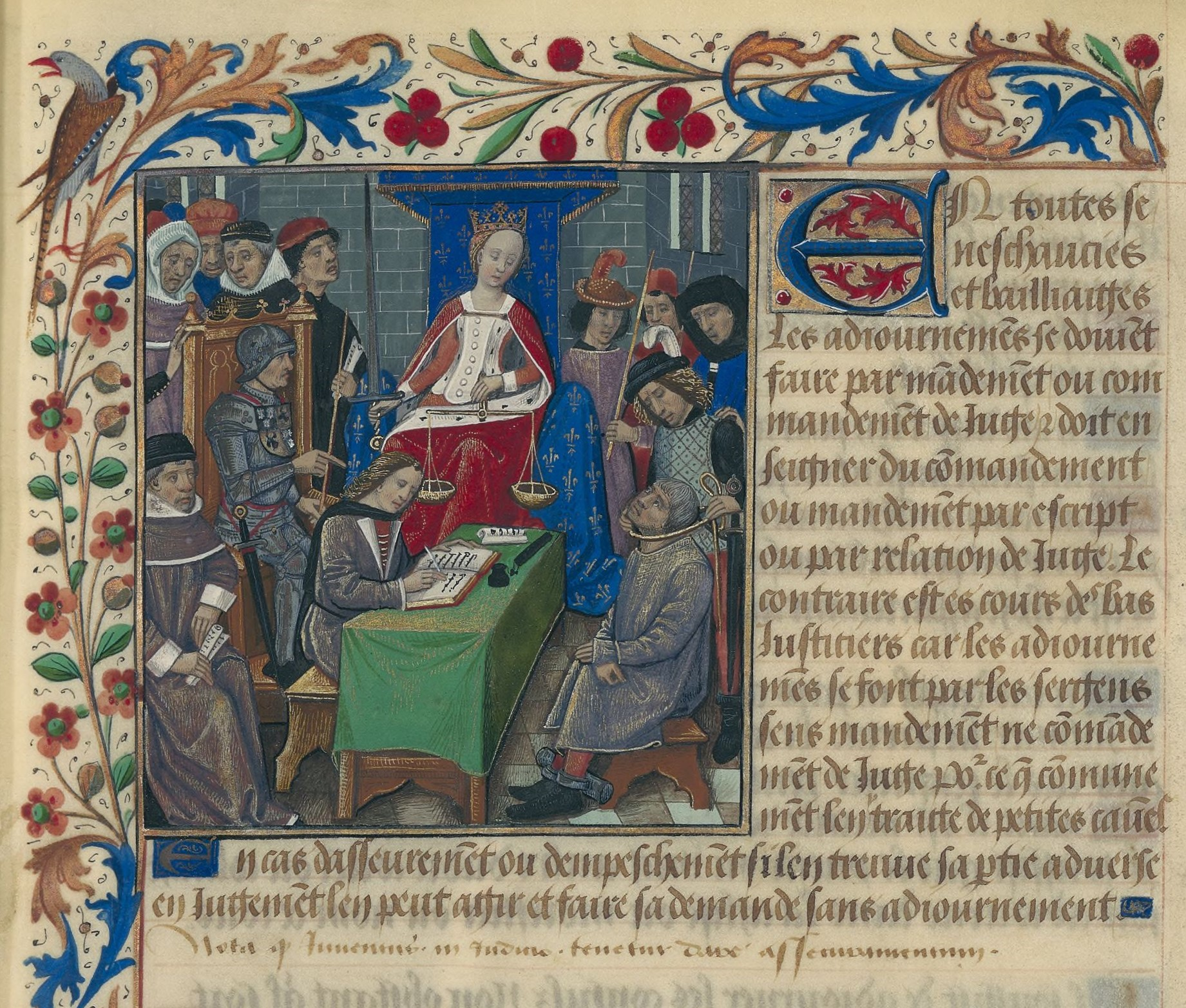
Scène de Justice, miniature au début du Style du droit français de Jean Masuyer, vers 1483-1485.

### Métiers du livre

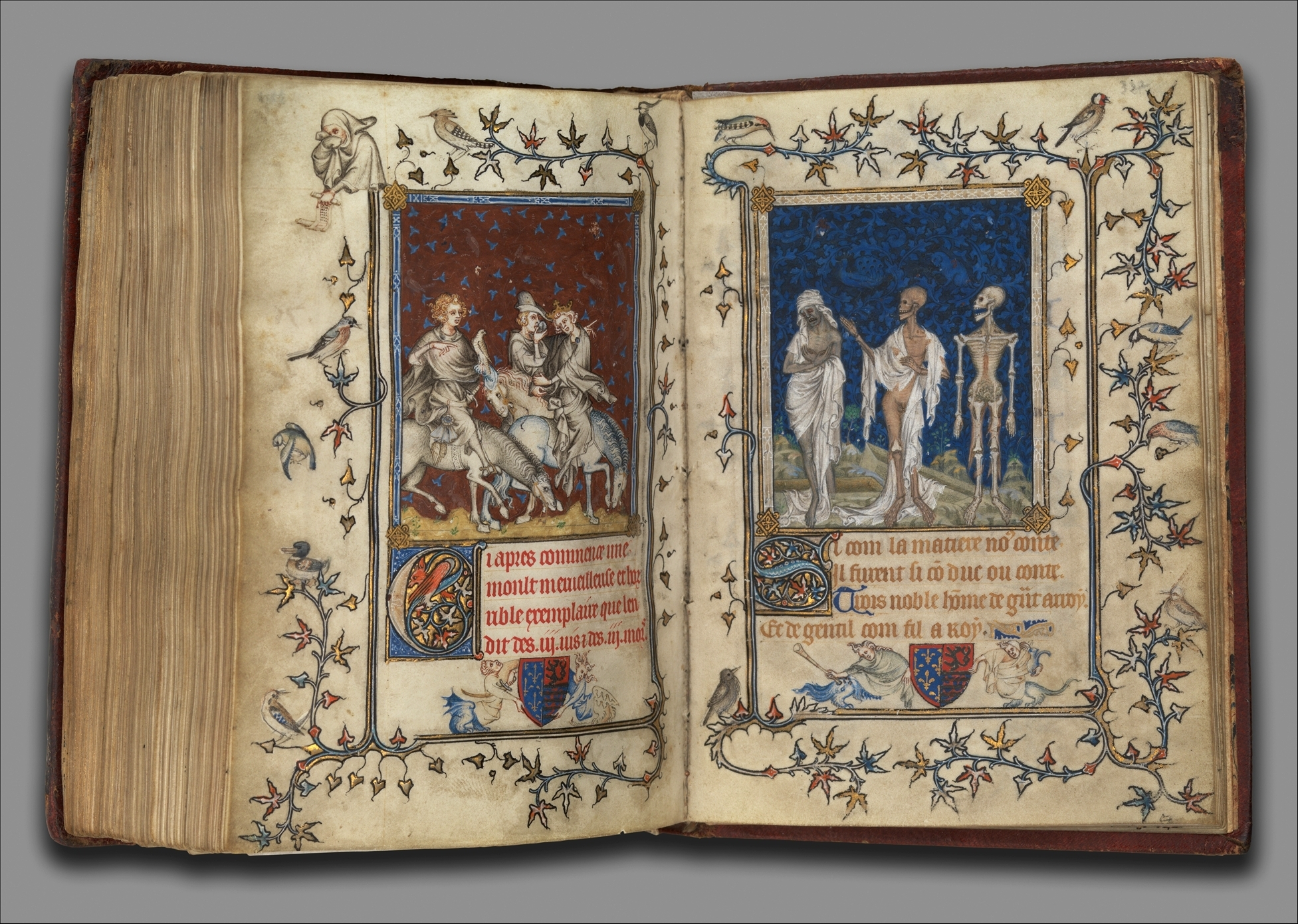
Psautier de Bonne de Luxembourg (vers 1348-1349), enluminures par Jean Le Noir et sa fille Bourgot.

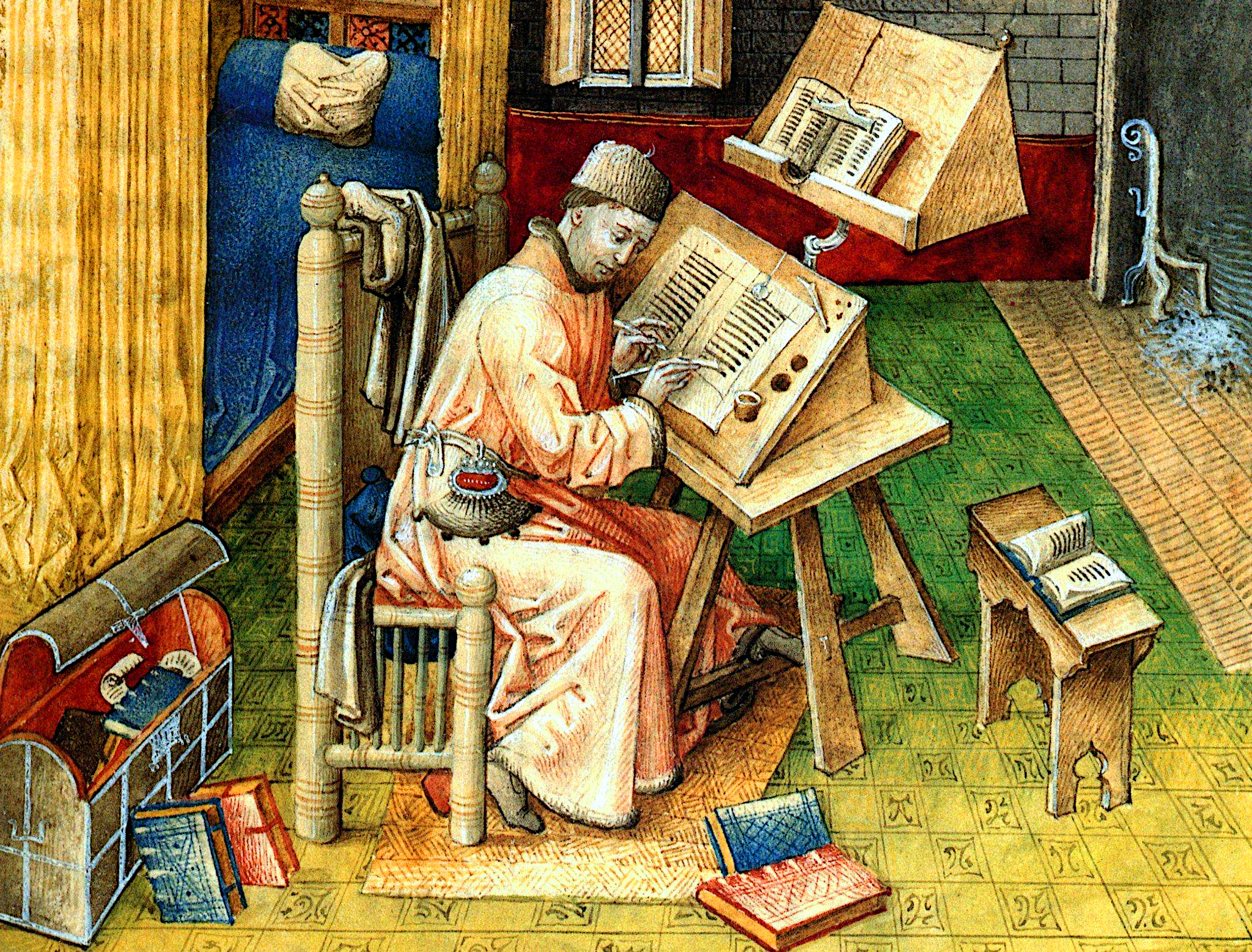
Jean Miélot au travail, seconde moitié du XVe siècle.

Dès le XIIIe siècle des artisans du livre trouvent leur place dans la ville de Paris. Il s'agit d'écrivains, de parcheminiers, d'enlumineurs, de relieurs et de libraires. Au XIVe siècle, ils sont liés à l'université de Paris, qui les a placés sous son contrôle en 1307 ; libraires, stationnaires et parcheminiers connaissent une influence forte sur leur métier de la part de l'université, influence moins forte pour les enlumineurs et relieurs. Cependant, ces deux siècles connaissent également un mouvement de laïcisation de ces métiers. Une organisation professionnelle se dessine entre eux et entre les artisans. La première association des membres des métiers du livre que nous connaissions date de 1401 ; elle est faite sous la forme de la confrérie de Saint-Jean-l’Évangéliste. Certains liens familiaux existent entre les artisans : maris et femmes, pères et fils ou filles, frères ; et bien souvent les veuves reprennent le métier de leur mari. Certains artisans ont pratiqué plusieurs de ces métiers, d'autres étant spécialisés.

### Sciences

#### Le médecin, le chirurgien et l'apothicaire

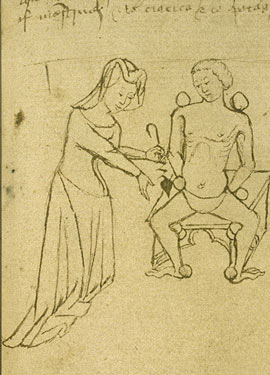
Une miresse, femme médecin du Moyen Âge. Manuscrit anglais du début du XVe siècle.

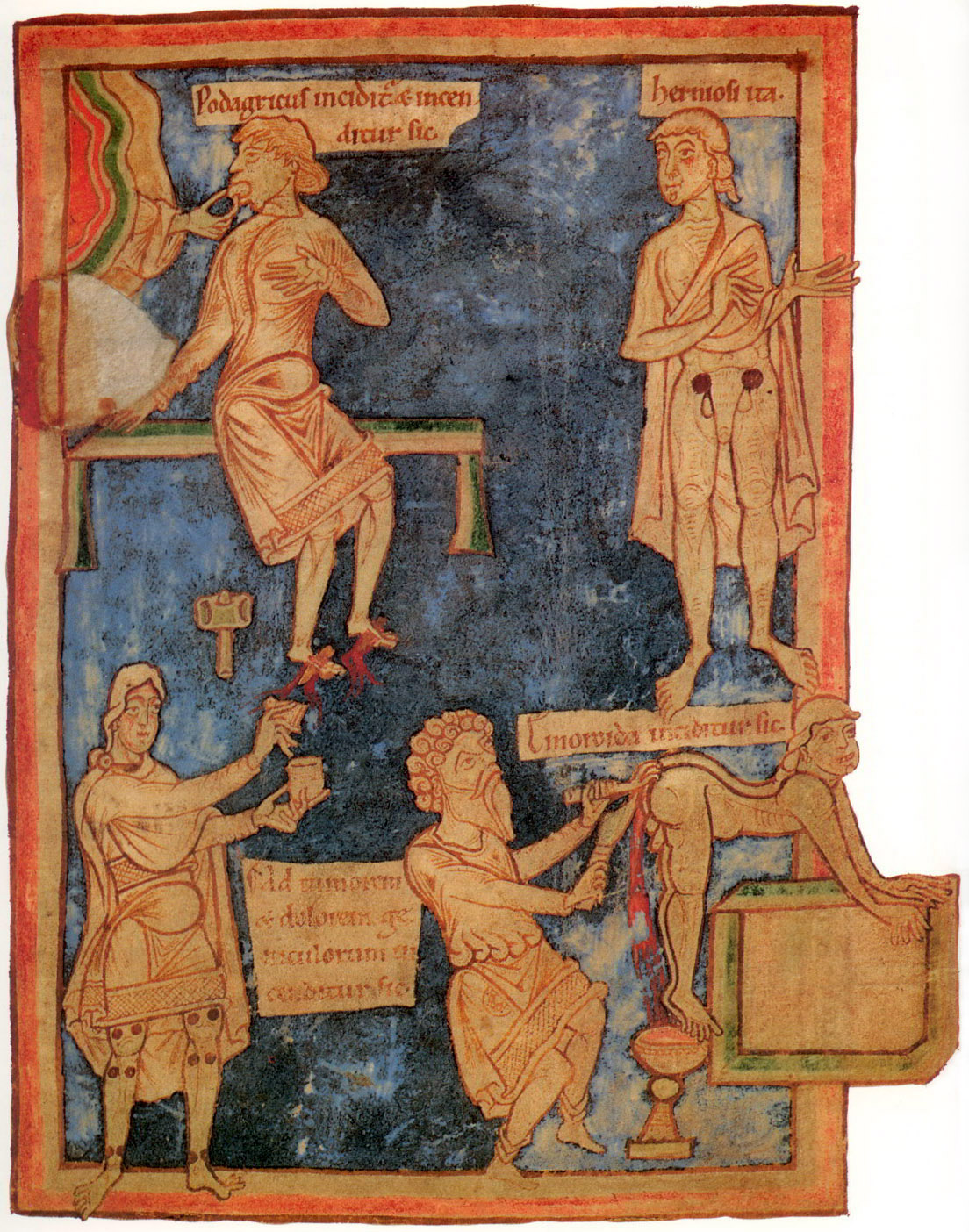
Soins chirurgicaux selon un manuscrit anglais du XIe siècle : à gauche, patient atteint de goutte aux pieds que l'on incise et cautérise, à droite en haut patient atteint de hernie inguinale, à droite en bas opération des hémorroïdes.
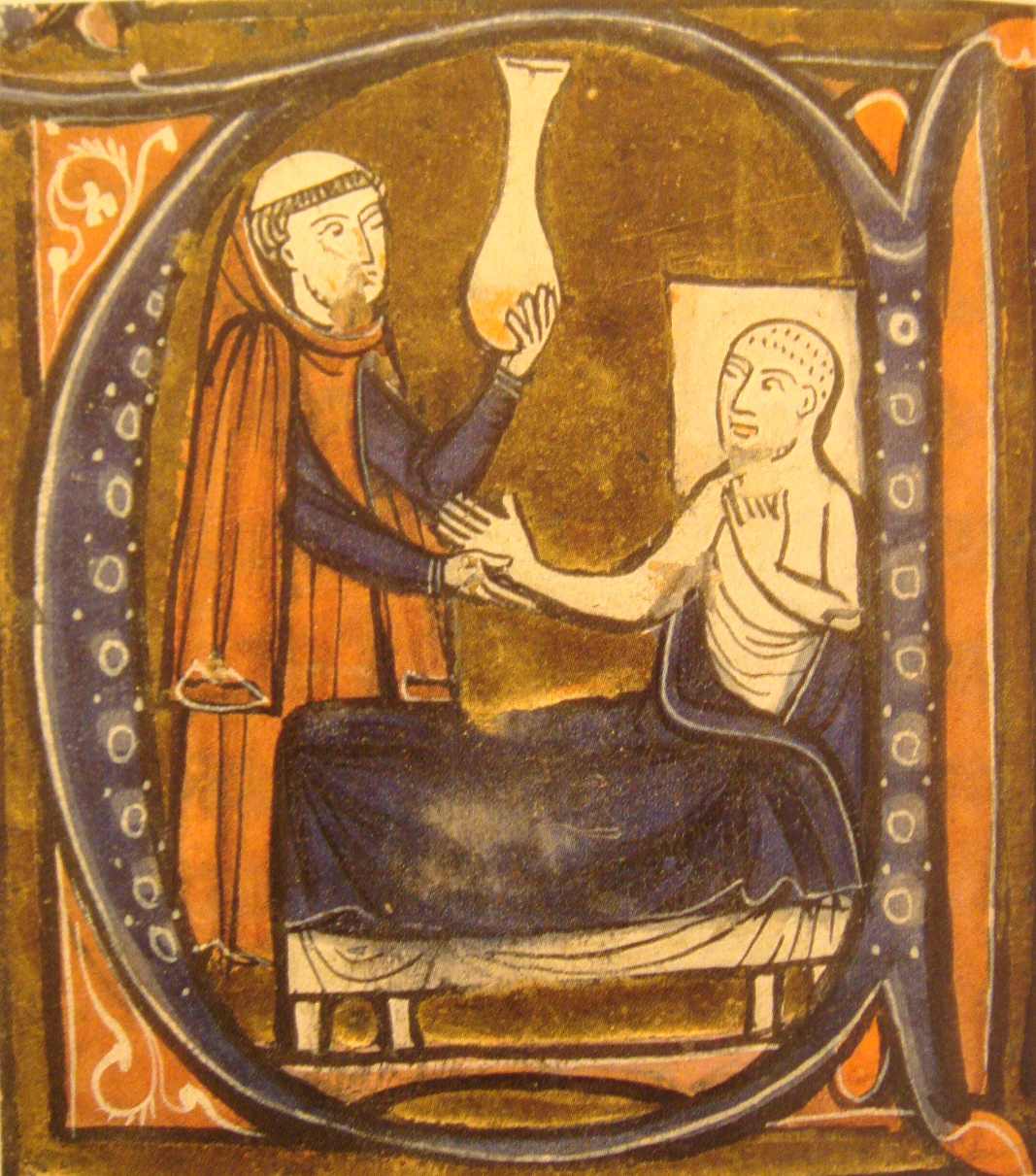
Miniature représentant le médecin Perse Rhazès, dans le Recueil des traités de médecine de Gérard de Crémone, vers 1250-1260.
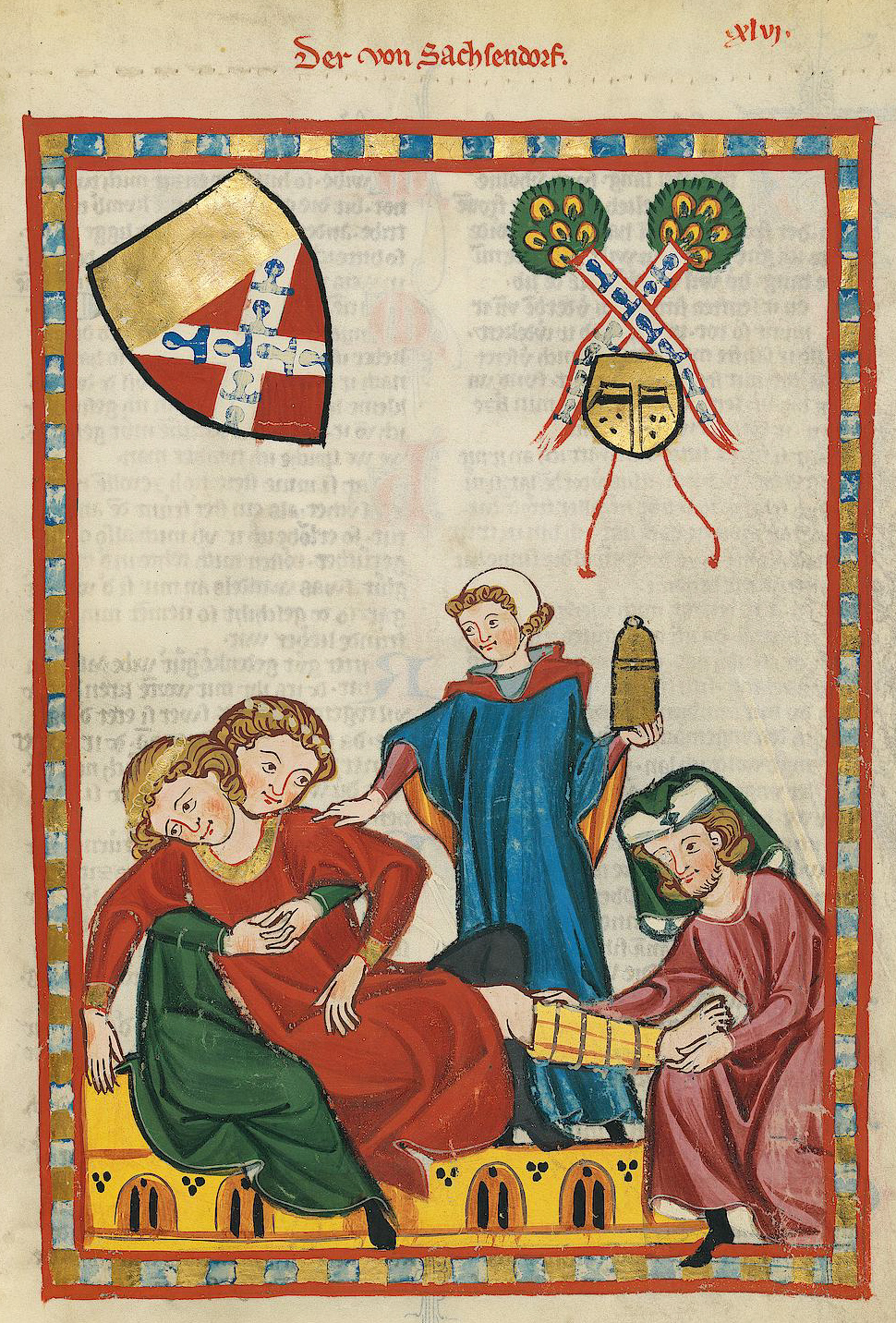
Soin d'une fracture, Codex Manesse, entre 1305 et 1315.
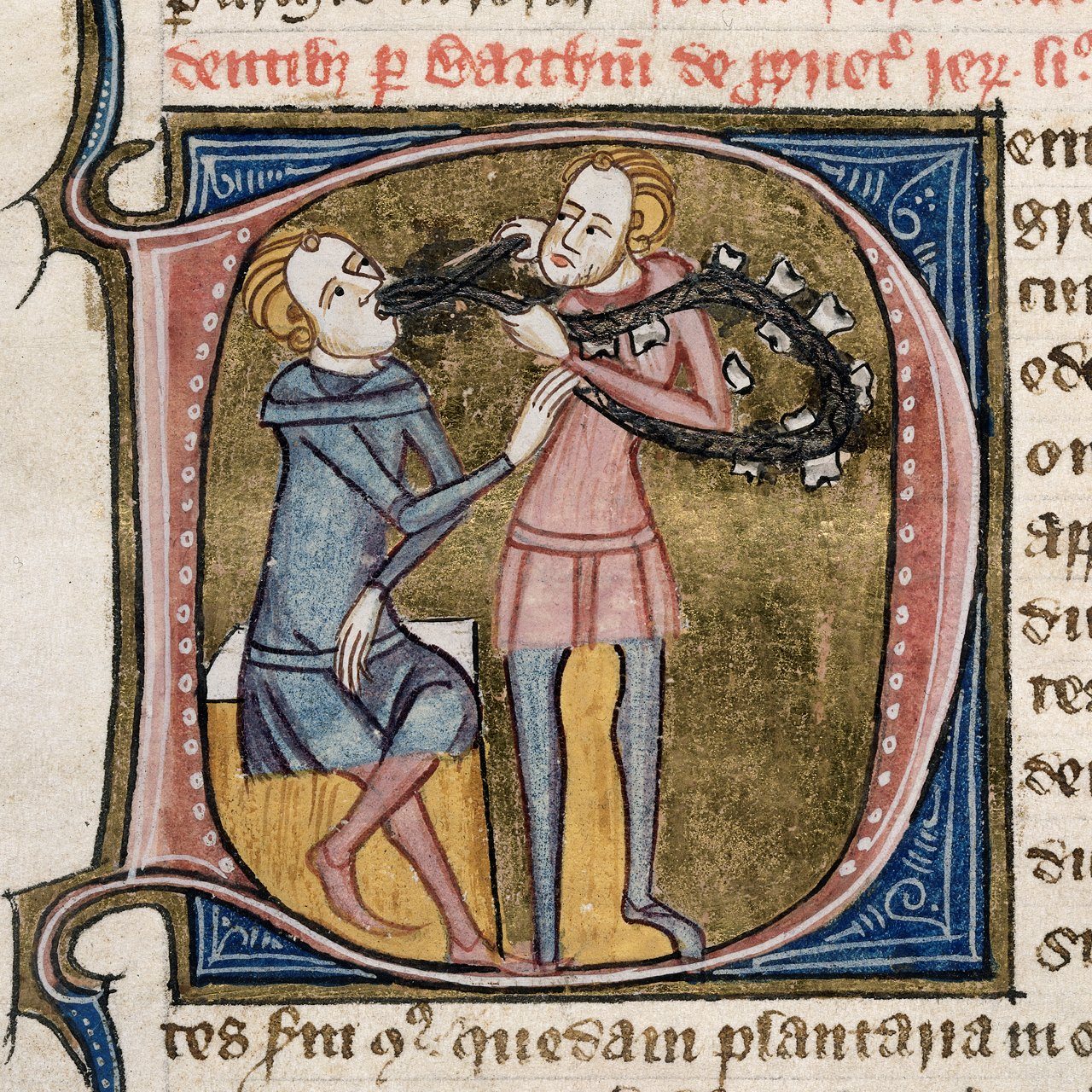
Un dentiste médiéval portant un collier sertis de dents. Londres, 1360-75.

#### L'apothicaire

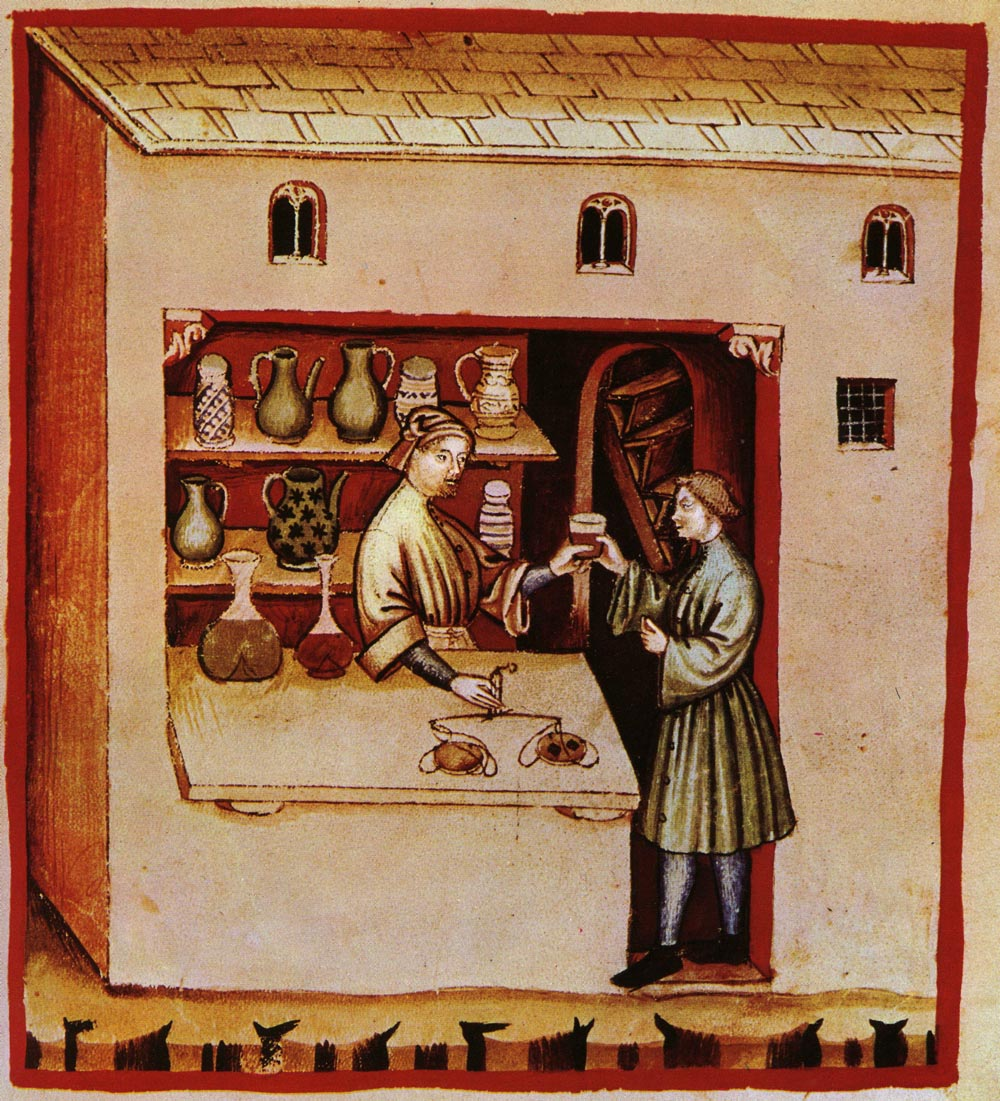
Médecines, Tacuinum sanitatis.
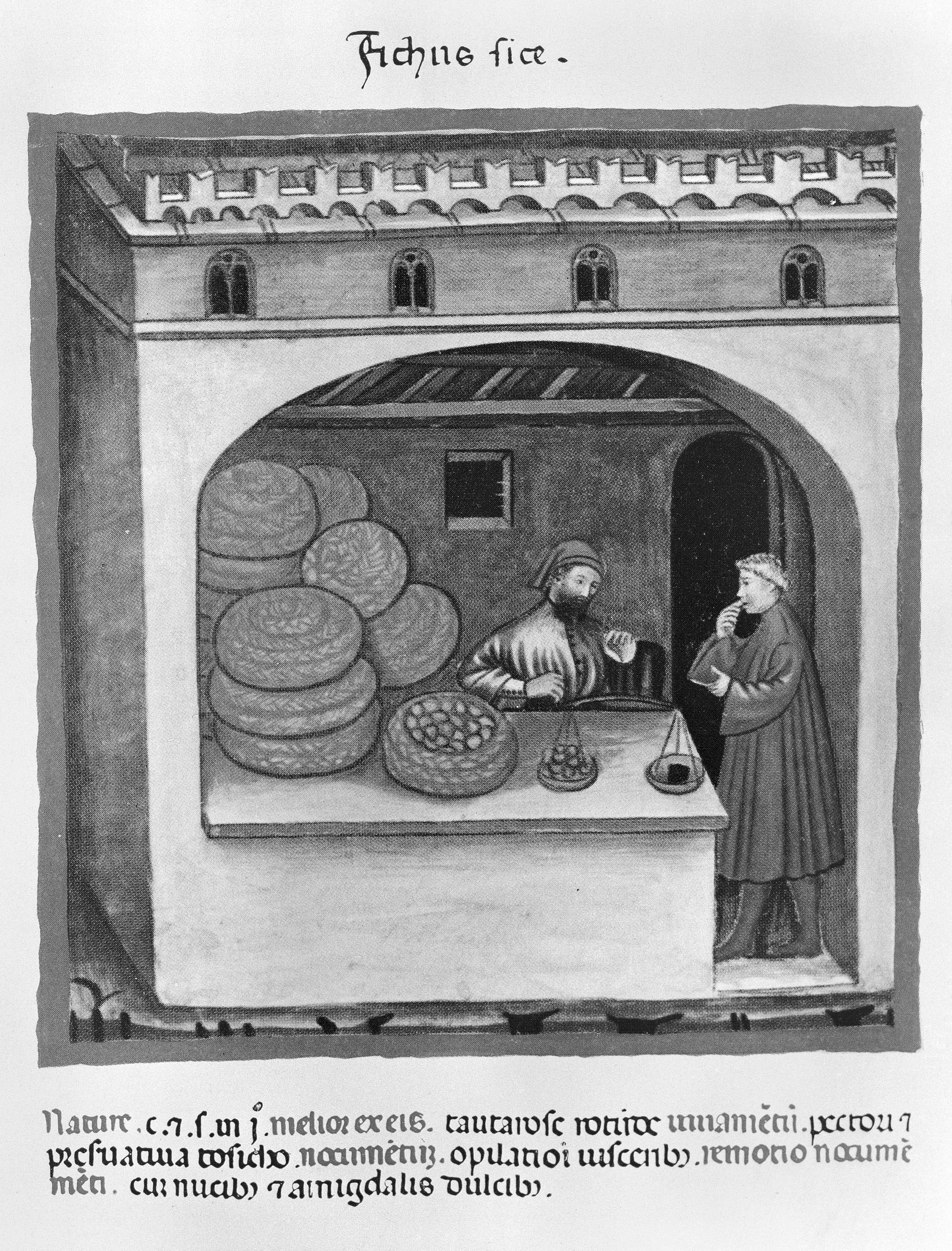
Apothicaire, Tacuinum sanitatis.
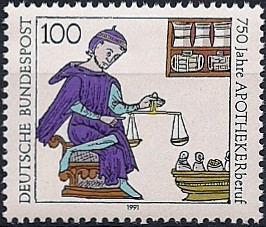
Timbre allemand du XXe siècle contenant une représentation médiévale : apothicaire avec sa camisole et sa toque, se servant de sa balance (1492).
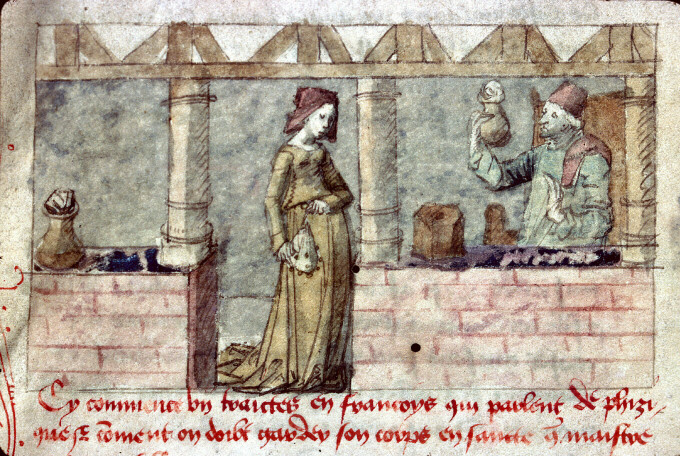
Apothicaire (France, XVe siècle).

### Sources
- Étienne Boileau, Le livre des métiers, éd. René de Lespinasse et François Bonnardot, Paris, Imprimerie nationale, 1879, 420 p.